# USS Tang (SS-306)
USS Tang (SS-306) – zwodowany 17 sierpnia 1943 roku amerykański okręt podwodny typu Balao, najskuteczniejszy z okrętów podwodnych wojny podwodnej na Pacyfiku.
Zbudowany w stoczni Mare Island wszedł do służby w amerykańskiej flocie podwodnej 15 października 1943 roku. Jego jedynym dowódcą był kmdr Richard O’Kane, który odbył z okrętem pięć patroli bojowych. 24 października 1944 roku, podczas piątego patrolu, „Tang” został zatopiony w Cieśninie Formozy przez ostatnią z własnych torped, która w wyniku awarii zboczyła z kursu i uderzyła w macierzysty okręt. Według powojennej weryfikacji JANAC, „Tang” zatopił 24 statki o łącznej pojemności 93 824 BRT. Według Aldena i McDonalda zatopił 26 jednostek o pojemności 88 677 BRT, uszkodził zaś dwie jednostki o pojemności 1439 BRT. Inne zestawienia przyznają mu jednak większą liczbę zatopień, aż do 31 jednostek o łącznej pojemności 227 800 BRT.
Z okrętu uratowało się dziewięciu członków załogi, w tym jego dowódca, którzy zostali pojmani przez Japończyków i resztę wojny spędzili w japońskich więzieniach poddani torturom i nieludzkiemu traktowaniu.
Jak inne jednostki swojego typu, USS „Tang” (SS-306) został zaprojektowany w konstrukcji częściowo dwukadłubowej. Celem zwiększenia testowej głębokości zanurzenia do 400 stóp (122 metry), kadłub sztywny okrętu został wykonany ze stali HTS o zwiększonej ciągliwości i wytrzymałości. Uzbrojony był w 24  torpedy parogazowe i elektryczne w dziesięciu wyrzutniach torpedowych i magazynie torpedowym. Układ napędowy tych okrętów stanowiły 4 silniki Diesla oraz 4 silniki elektryczne, napędzające 2 śruby.
Okręt został odznaczony czterema gwiazdami battle star oraz dwoma Presidential Unit Citation, dowodzący zaś nim komandor Richard O’Kane otrzymał Medal Honoru – najwyższe amerykańskie odznaczenie wojenne.

## Budowa i konstrukcja

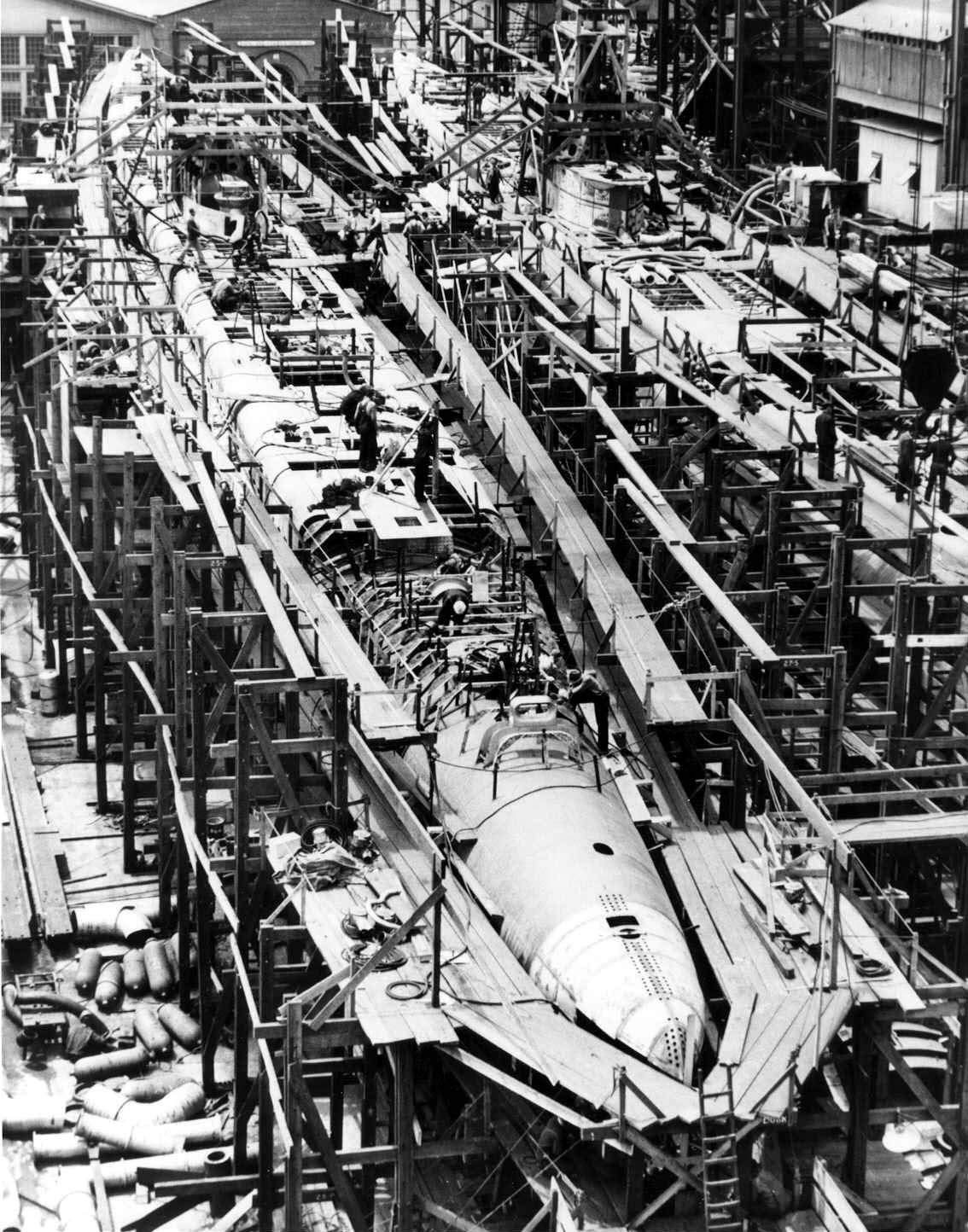
1 lipca 1943 roku; USS „Tang” (SS-306) w budowie w stoczni Mare Island w Vallejo w Kalifornii

Stępkę pod nowy okręt typu Balao położono 14 stycznia 1943 roku w stoczni Mare Island w Vallejo w Kalifornii. Siedem miesięcy później, 17 sierpnia 1943 roku, jednostkę zwodowano, a przyjęcie jej do służby jako USS „Tang” (SS-306) nastąpiło 15 października 1943 roku.
„Tanga” zaprojektowano w konstrukcji częściowo dwukadłubowej. W celu zwiększenia testowej głębokości zanurzenia do 400 stóp (122 metry) kadłub sztywny okrętu wykonano ze stali HTS (high tensile steel) o zwiększonej ciągliwości i wytrzymałości. Okręt o długości 95 metrów miał wyporność 1525 ton na powierzchni i 2415 ton przy całkowitym zanurzeniu. Cztery silniki Diesla Fairbanks-Morse 38D8-1/8 o mocy 1350 BHP (1193 kW) każdy zapewniały mu prędkość maksymalną na powierzchni 20,25 węzła i napędzały generatory elektryczne ładujące dwa zespoły akumulatorów po 126 ogniw każdy. Zaletą układu spalinowego tego okrętu było, że silniki mogły pracować niezależnie od siebie, w tym z podziałem na silniki napędzające wały napędowe i silniki napędzające generatory, w dowolnej konfiguracji.

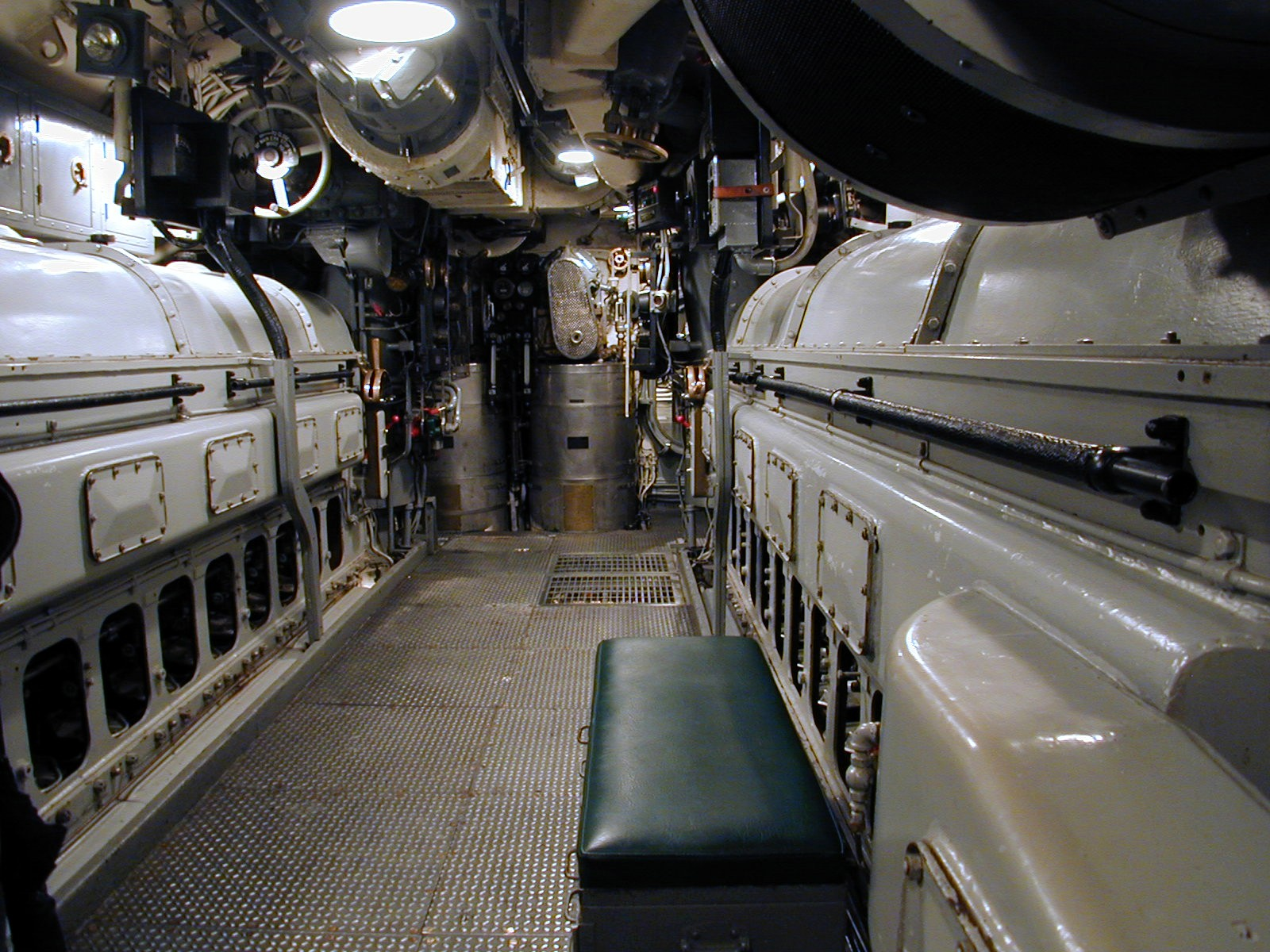
Silniki Diesla Fairbanks-Morse 38D8-1/8 bliźniaczej jednostki USS „Pampanito” (SS-383)

„Tang” miał zasięg na powierzchni 11 000 mil morskich przy prędkości 10 węzłów, dzięki czterem silnikom elektrycznym o mocy 485 KM dysponował maksymalną prędkością podwodną 8,75 węzła, dysponował także jednym silnikiem pomocniczym o mocy 300 kW. Okręt zdolny był do pływania w zanurzeniu przez 48 godzin przy prędkości podwodnej 2 węzłów.
Okręt przenosił 24 torpedy parogazowe Mark XIV Mod 3 z żyroskopem Mark 12 Mod 3 i elektryczne Mark 18 kalibru 533 mm, w dziesięciu wyrzutniach torpedowych i magazynie torpedowym. Układem kontroli ognia torpedowego był Torpedo Data Computer (TDC) – komputer analogowy, który przetwarzał uzyskiwane z peryskopu lub sonaru dane o odległości do celu, kącie biegu celu i jego prędkości. TDC automatycznie wyliczał kurs nieprzyjacielskiej jednostki w relacji do kursu okrętu podwodnego oraz obliczał i ustawiał kąt odchylenia żyroskopu torped właściwy do przechwycenia celu. W skład uzbrojenia okrętu wchodziła także armata morska kalibru 127 mm oraz morska odmiana armaty przeciwlotniczej Bofors 40 mm i działko Oerlikon 20 mm. Całkowita masa amunicji, którą mogła zabrać jednostka, wynosiła 40,88 tony.

## Służba operacyjna

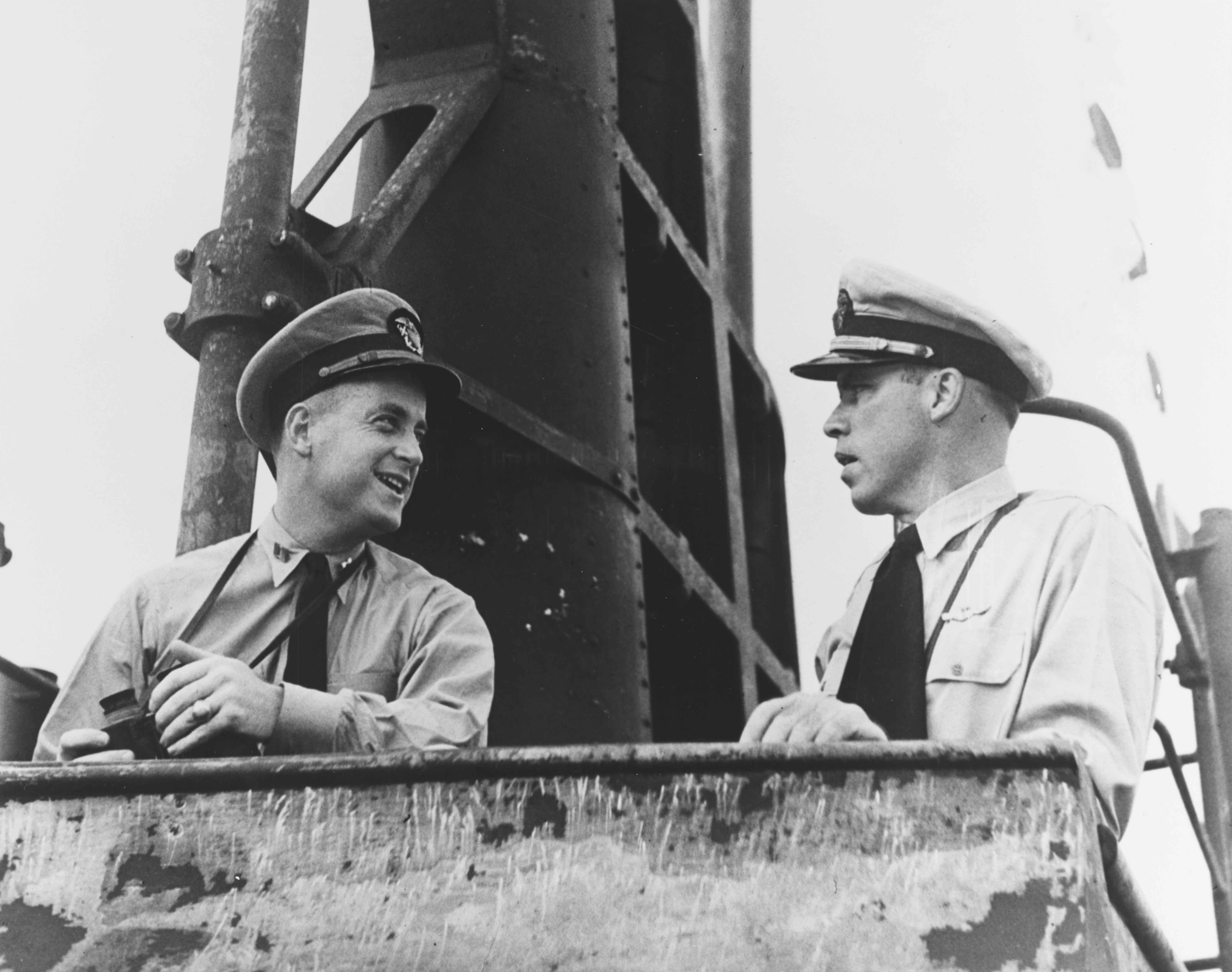
Dudley „Mush” Morton i Richard „Dick” O’Kane wspólnie na mostku USS „Wahoo” (SS-238) w Pearl Harbor 7 lutego 1943 roku

Okręt wszedł do służby 15 października 1943 roku z radiowym sygnałem wywoławczym NYKC (NAN-YOKE-KING-CHARLIE), pod dowództwem Richarda „Dicka” O’Kane’a. O’Kane, który właśnie otrzymał pierwsze samodzielne dowództwo okrętu, był wcześniej pierwszym oficerem Dudleya Mortona na pokładzie USS „Wahoo” (SS-238) typu Gato – jednego z najskuteczniejszych amerykańskich okrętów podwodnych II wojny światowej. W celu objęcia samodzielnego dowództwa O’Kane zszedł z pokładu „Wahoo” niedługo przed jego ostatnim patrolem. W ciągu kilku miesięcy wspólnej służby zdążył zaprzyjaźnić się z Mortonem i uważał go za swojego mentora, nigdy nie pogodził się z jego śmiercią. Mimo że jako dowódca USS „Tang” nie stosował znanych mu niekonwencjonalnych metod dowodzenia preferowanych przez Mortona, zamierzał dorównać najbardziej agresywnemu i najskuteczniejszemu dotąd dowódcy amerykańskich okrętów podwodnych.
Po zakończeniu procesu wyposażania jednostki w Mare Island przepłynął do San Diego celem przeprowadzenia trwającego 18 dni intensywnego treningu załogi. Po odbyciu ćwiczeń, 8 stycznia 1944 roku przybył do Pearl Harbor, gdzie przeprowadził tygodniowe ćwiczenia bezpośrednio przygotowujące do odbycia pierwszego patrolu. W trakcie treningów O’Kane przetestował zdolność swojego okrętu do przetrwania na ekstremalnych głębokościach, poniżej oficjalnej konstrukcyjnej głębokości zanurzenia ustalonej przez stocznię na 400 stóp. Zdawał sobie bowiem sprawę z faktu, że Japończycy wciąż modyfikują swoje techniki ZOP. W kolejnych próbach Tang osiągnął więc głębokość 450 stóp, 525 stóp i 550 stóp. Nie udała się próba osiągnięcia głębokości 580 stóp, toteż O’Kane powrócił na powierzchnię w celu wzmocnienia układów rurociągów, po czym podjął kolejne próby, podczas których dotarł na głębokość 575 stóp, 600 stóp – co było maksymalną głębokością wskazywaną przez wskaźnik głębokości – po czym zszedł jeszcze głębiej. Dało to dowódcy pewność, że w sytuacji awaryjnej jego okręt wytrzyma zejście na głębokość około 612 stóp.

### Pierwszy patrol
Sześć miesięcy po opuszczeniu „Wahoo”, trzy miesiące po zaginięciu tego ostatniego, 22 stycznia 1944 roku O’Kane wyszedł z USS „Tang” na swój pierwszy patrol bojowy. Przez pierwsze 20 dni patrolu okręt nie napotkał nieprzyjacielskich jednostek, jednak załoga okrętu została zaalarmowana przez wiadomość radiową z Ultry skierowaną do okrętów podwodnych USS „Skate” i „Sunfish”. Nasłuch radiowy – do wiadomości jedynie O’Kane’a – wysłał informację o japońskim konwoju mającym następnego dnia wypłynąć z Gray Feather Bank do Truk. Wprawdzie „Tang” nie był głównym adresatem wiadomości, komunikat zezwalał jednak O’Kane’owi na atak na konwój, o ile „Tang” osiągnie rejon Truk jako pierwszy. Rozkazy nakazywały mu jednak patrolowanie w archipelagu Wysp Karolińskich do północy 15 lutego, kiedy to miał się udać do Truk i zająć tam pozycję przed planowanym na 17–18 lutego 1944 roku amerykańskim atakiem lotniczym w operacji Hailstone, w celu przechwycenia ratujących się ucieczką japońskich jednostek oraz ratowania zestrzelonych amerykańskich pilotów.

#### Karoliny
„Tang” przybył w okolice Truk, gdzie pozostawał w gotowości do podjęcia ewentualnych zestrzelonych pilotów z rajdów lotniczych przeprowadzonych 30 stycznia i 5 lutego, nie napotkał jednak oczekiwanego japońskiego konwoju. Dopiero rankiem 17 lutego, wkrótce po przeprowadzonym w tym dniu ataku lotniczym na Truk, za pomocą radaru O’Kane wykrył japoński zespół w odległości 18 mil, który dwa tygodnie wcześniej wypłynął z Jokohamy, w składzie niemal 30 jednostek – z których większość dotarła już do innych portów przeznaczenia. Pozostałe 5 statków wypełnionych amunicją i żołnierzami zmierzało do Truk w eskorcie 4 okrętów. W trakcie przygotowania do ataku okręt został zmuszony do awaryjnego zanurzenia na głębokość 450 stóp (137 metrów) i po raz pierwszy w przypadku tej jednostki obrzucony bombami głębinowymi. Atak nie był jednak intensywny i „Tang” mógł wkrótce powrócić na głębokość peryskopową.
6854-tonowy „Gyosten Maru” – uprzednio brytyjski statek „Empire Moodbeam” – zbliżył się na odległość 1500 jardów (1370 metrów) od rufy amerykańskiej jednostki, gdy O’Kane posłał w jego kierunku – jedna po drugiej z dziesięciosekundowym interwałem – cztery torpedy. „Tang” był zupełnie nowym okrętem i wystrzelił do tej pory jedynie 43 torpedy ćwiczebne, a dla byłego zastępcy dowódcy USS „Wahoo” był to pierwszy atak torpedowy po objęciu samodzielnego dowództwa. O’Kane miał nadzieję okazać się godnym następcą swojego słynnego byłego dowódcy. Według Edwarda Beacha – jednego z najbardziej utytułowanych dowódców amerykańskich okrętów podwodnych – śmierć Mortona O’Kane traktował bardzo osobiście i planował długotrwałą wendettę. Toteż pierwszy bojowy atak torpedowy miał dla niego szczególne znaczenie. Wydając rozkaz odpalenia pierwszej z torped, O’Kane powiedział: „Pierwsza dla ciebie, Mush!”. Po niespełna minucie pierwsza z płynących z prędkością 46 węzłów torped ugodziła japońską jednostkę dokładnie w wyznaczony za pomocą komputera torpedowego punkt celowania – śrubę, znacząco zmniejszając prędkość statku. Chwilę później w transportowiec trafiły dwie kolejne torpedy. Jedna z nich natychmiast przerwała łączność radiową statku, trzecia zaś ugodziła w dziób transportowca. Na skutek całkowitej już utraty prędkości przez statek czwarta torpeda przeszła przed dziobem jednostki, jednak silnie już pochylony statek przełamał się na pół i szybko zniknął pod wodą. Po ataku na były brytyjski statek, „Tang” śledził pozostałe jednostki konwoju, nie zdołał jednak przeprowadzić kolejnego ataku, toteż udał się o 700 mil morskich na północ w pobliże Saipanu, gdzie – zgodnie z przekazanym drogą radiową rozkazem – miał oczekiwać na zaplanowane na 22 lutego kolejne uderzenie lotnicze Task Force 58.

#### Mariany
W drodze do Marianów Północnych „Tang” dwukrotnie zauważył japońskie samoloty, toteż obawiając się, że przeciwnik nie tylko zna jego pozycję, ale też i kurs, O’Kane postanowił płynąć w zanurzeniu, wynurzając się tylko nocami dla ładowania baterii. Tym bardziej iż dowódca „Tanga” zakładał, że Japończycy, wiedząc o obecności jego okrętu, wycofali z tego regionu wszystkie statki, kierując je innymi trasami. Gdy 22 lutego ten sam zespół uderzeniowy, który zniszczył Truk, wykonał uderzenie na Saipan, „Tang” był już na miejscu operacji. Wieczorem tego dnia operator radaru wykrył japoński konwój złożony z trzech statków i dwóch okrętów eskorty. Japoński zespół, zygzakując, wchodził i wychodził ze szkwału, co utrudniało operatorowi radaru dokładne ustalenie i odróżnienie celów. O’Kane zastanawiał się nad taktyką ataku – przyjąć sposób z powodzeniem stosowany na Atlantyku przeciw amerykańskim konwojom przez niemieckich dowódców: ataku jedną salwą na kilka celów, czy też precyzyjnie celować w każdy cel z osobna. Niemiecki jednak sposób wymagał znacznie większej liczby statków niż okrętów eskorty, tymczasem taka sytuacja nie miała tu miejsca. Także dla zaoszczędzenia kurczącego się zapasu torped, dowódca „Tanga” postanowił polować na każdą japońską jednostkę osobno.
Gdy amerykańskie samoloty pokładowe zaatakowały Saipan, „Tang” był na pozycji na zachód od wyspy, w celu przechwycenia uciekających jednostek japońskich. Wieczorem 22 lutego 1944 roku O’Kane odnalazł płynący na zachód konwój złożony z trzech statków i dwóch okrętów eskorty. W intensywnym szkwale „Tang” zdołał zbliżyć się na odległość 1500 jardów (1370 metrów), po czym wystrzelił cztery torpedy w najbliższy frachtowiec, 3600-tonowy „Fukuyama Maru”, który eksplodował i natychmiast zatonął. Dowódca okrętu postanowił wyprzedzić konwój i zaatakować ponownie od czoła. Gdy jednak znalazł się 4000 jardów przed konwojem i rozkazał załodze zająć ponownie stanowiska bojowe, z ciemności wyłonił się niszczyciel, zmuszając O’Kane’a do przerwania ataku. Obserwując przez lornetkę powierzchnię morza, dowódca dostrzegł znajomą sylwetkę okrętu podwodnego. Choć był niemal pewny, że napotkana jednostka jest okrętem japońskim, nie był jednak w stanie dokonać pozytywnej identyfikacji jednostki, co automatycznie wykluczyło ją jako cel ataku. Wkrótce potem z pokładu „Tanga” dostrzeżono sylwetkę frachtowca z jednym okrętem eskorty, który jednak wysforował się znacznie przed eskortowany statek, co dało O’Kane’a dobrą sytuację do przeprowadzenia ataku. „Tang” zbliżył się w kierunku dziobu wyposażonego w działa na dziobie i rufie 6776-tonowego „Yamashimo Maru”, kryjąc się w otaczającym okręt deszczowym szkwale. Z odległości niespełna pół mili O’Kane odpalił, w ośmiosekundowych odstępach, cztery torpedy z wyrzutni numer trzy, cztery, pięć i sześć. Dwie z nich trafiły w rufę i tuż za kominem, trzecia zaś wprost w śródokręcie, tuż przed mostkiem. Kolejne eksplozje obróciły statek, uniosły go ponad wodę i rzuciły go z powrotem wprost w głębiny, gdzie natychmiast zatonął. Według raportu O’Kane’a wstrząs, który temu towarzyszył, odczuto na samym „Tangu” silniej niż eksplozje jakichkolwiek bomb głębinowych zrzucanych dotąd na jego okręt. Po sprawdzeniu okrętu, okazało się, że jedynym uszkodzeniem „Tanga” wywołanym przez falę uderzeniową było wyskoczenie uszczelki z pokrywy wyrzutni numer 5 z jej siedziska, co szybko naprawiono. Oficerowie okrętu doszli do wniosku, że zatopiony statek musiał służyć jako jednostka amunicyjna, bądź też tender okrętów podwodnych albo niszczycieli. Jedynie bowiem taki ładunek statku mógł wywołać eksplozję wtórną, która tak silnie wstrząsnęła znajdującym się w pobliżu okrętem podwodnym. Z całą pewnością takiej eksplozji nie przeżył nikt z załogi japońskiego statku. Trzy pozostałe jednostki konwoju, które okazały się okrętami eskorty, O’Kane uznał za niewarte ataku, toteż rozkazał podjąć polowanie na inny – zmierzający na północ konwój, który został wykryty za pomocą radaru kilka godzin wcześniej. Ścigając go, dowódca usłyszał rozmowę podoficerów dyskutujących zasadność użycia czterech torped w ataku na pojedyncze jednostki, sugerujących że do zniszczenia każdej z nich w zupełności wystarczyłyby trzy pociski. O’Kane włączył się w rozmowę – dowódca uważał użycie czterech torped za środek zapewnienia skuteczności ataku. Gwarantowało to – jego zdaniem – pewność ataku, pozwalając jednocześnie na natychmiastowe skupienie się na uniknięciu kontrataku. Ostatecznie, jak powiedział, zamykając dyskusję, „Gyoten Maru”, „Fukuyama Maru” i „Yamashimo Maru” spoczywają na dnie, a tylko to się liczy.
Dwa dni później „Tang” przechwycił kolejny konwój – frachtowiec, tankowiec i niszczyciel. O’Kane śledził go, za dnia chowając się w szkwale, po zapadnięciu zaś zmroku ruszył do ataku, odpalając cztery torpedy we frachtowiec. Statek natychmiast rozpadł się na części, gdy tymczasem tankowiec oraz towarzyszący im niszczyciel otworzyły chaotyczny ogień we wszystkich kierunkach. „Tang” ponownie wystrzelił swoje torpedy, z których trzy trafiły zbiornikowiec pod kominem, w dziób oraz poniżej mostka. Eksplozja zniszczyła statek, który zatonął w ciągu 4 minut. Powojenne badanie japońskich archiwów pozwoliło na identyfikację jednostki, którą okazał się 2500-tonowy „Echizen Maru”. Następnego dnia O’Kane odnalazł trzeci konwój i śledził go, po czym po zapadnięciu zmroku wystrzelił w jego kierunku swoje ostatnie torpedy. Pociski te zatopiły 1794-tonowy „Choko Maru”. W ten sposób „Tang” zakończył swój pierwszy patrol – po wyczerpaniu całego zapasu torped udał się w drogę powrotna do Pearl Harbor.
Udział USS „Tang” w operacji Hailstone stanowił znaczącą zmianę w misji amerykańskich okrętów podwodnych. Jednostki te – z wyjątkiem bitwy pod Midway i niektórych operacji wokół Wysp Salomona – operowały przez pierwsze dwa lata wojny na Pacyfiku jako samotne rajdery zwalczające japońskie statki i okręty. Inwazja na Wyspy Gilberta i początek strategicznej amerykańskiej ofensywy przez Pacyfik, wymagały nowej roli okrętów podwodnych. Jednostki te miały kontynuować nieograniczoną wojnę podwodną przeciwko japońskiej flocie transportowej, jednak amerykańska marynarka wojenna wymagała także wsparcia ze strony jednostek podwodnych dla dużych operacji floty.

### Operacja ratownicza

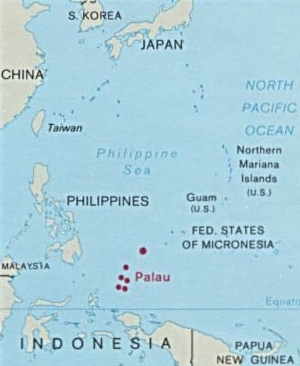
Położenie Palau

Po zajęciu wysp Marshalla i Salomona, stacjonujące tam odtąd B-24 Liberatory dokonały ponad 30 nalotów na Truk, jednak Japończycy zdołali wzmocnić swój bastion na atolu. Tymczasem dowódca Floty Pacyfiku adm. Chester Nimitz postanowił ostatecznie wyłączyć tę bazę z gry. Amerykańskie postępy na Pacyfiku, zdobycie Kwajalein, Majuro i Enewetak na wyspach Marshalla, stworzyło wyłom w japońskim systemie obrony, przesunęło jednocześnie amerykańskie siły 2200 mil na zachód od Hawajów. Sieć nowych lotnisk i nowa baza okrętów podwodnych na Majuro stworzyły doskonały punkt wyjścia do dalszego marszu w kierunku Marianów i samej Japonii. Sukces na wyspach Marshalla pozbawił znaczenia japońską bazę w Truk – główny dotąd punkt oparcia japońskiej floty poza rdzenną Japonią – „Gibraltar Pacyfiku”. W efekcie dowództwo japońskie postanowiło wyprowadzić największe jednostki z Truk i przesunąć je do Palau na zachodnich Karolinach, 500 mil na południowy wschód od Filipin. W odpowiedzi na to 30 marca Amerykanie zaplanowali operację Desecrate – uderzenie lotnictwa pokładowego na Palau. Planiści wojenni uważali, że w przeciwieństwie do operacji na Morzu Koralowym, bitwy pod Midway czy walk o Guadalcanal, Japończycy nie zaryzykują otwartego starcia na morzu, zamiast tego wydadzą flocie i statkom handlowym rozkaz opuszczenia tego portu. Na te właśnie jednostki oczekiwać miały amerykańskie okręty podwodne USS „Tang”, „Tullibee” (SS-284), „Blackfish” (SS-221), „Bashaw” (SS-241) i „Archerfish” (SS-311). Tymczasem „Tunny” (SS-282), „Gar” (SS-206), „Pampanito” (SS-383) i „Harder” (SS-257) czekać miały w pogotowiu, w gotowości do podjęcia ewentualnie zestrzelonych pilotów.
16 marca 1944 roku „Tang” wyszedł z Midway na swój drugi patrol, na wody Palau i Truk. Do przebycia miał 3500 mil w patrolu, który „Dick” O’Kane osobiście uważał za marnowanie potencjału okrętu. „Uczeń” Mortona zdawał sobie sprawę, że uciekające jednostki nieprzyjacielskie będą płynąć szybko, zygzakując i często używając sonarów, więc będą trudnym przeciwnikiem. Utracony zostanie w ten sposób krytyczny element zaskoczenia. Według O’Kane’a zaangażowanie okrętów podwodnych w działania floty niweczyło potencjał tych pierwszych w wojnie podwodnej. Okręty podwodne bowiem najlepiej sprawdzają się, działając pojedynczo jako ofensywne maszyny penetrujące wody kontrolowane przez nieprzyjaciela. Opinię O’Kane’a potwierdził przebieg wydarzeń w najbliższych dniach, kiedy w przeddzień ataku marynarka amerykańska odebrała lekcję w postaci utraty zatopionego własną torpedą USS „Tullibee”. Mimo irytacji powierzoną misją, O’Kane zamierzał wykonać ją najlepiej, jak potrafił. 30 kwietnia „Tang” oczekiwał w pobliżu Truk w gotowości do podjęcia zestrzelonych amerykańskich pilotów. Pierwszy sygnał „Tang” odebrał o godzinie 10:25 rano, do podjęcia zestrzelonych lotników na tratwie dwie mile na wschód od rafy Truk. Podjąć mieli trzech pilotów zestrzelonego ogniem przeciwlotniczym Grumman Avengera.

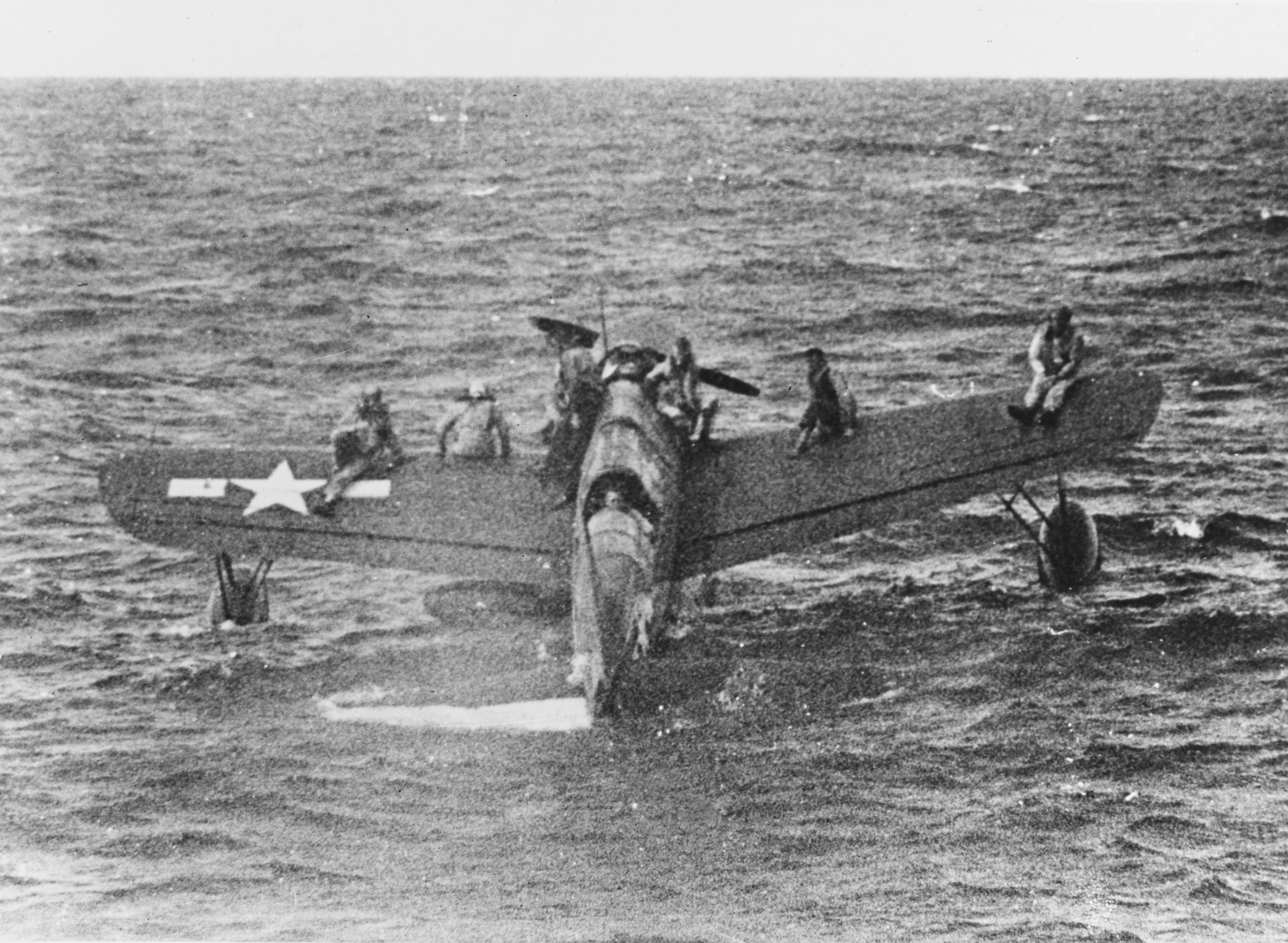
OS2U Kingfisher z pancernika „North Carolina” z pilotami zestrzelonych samolotów z lotniskowca „Enterprise” oraz drugiego Kingfishera z tego samego pancernika na skrzydłach, tuż przed podjęciem rozbitków przez USS „Tang”

Płynący na powierzchni z maksymalną prędkością „Tang” naprowadzany był na rozbitków przez samoloty myśliwskie z amerykańskich lotniskowców. Wkrótce też dostrzeżono rozbitków, którzy bezpiecznie weszli na pokład amerykańskiego okrętu. W okrętowej mesie, przy wielkiej mapie Truk, załoga okrętu uzyskała od pilotów informacje o bieżącej sytuacji taktycznej w rejonie. Jeszcze tego samego dnia o godzinie 3:59 po południu „Tang” odebrał informację o kolejnym zestrzelonym pilocie po wschodniej stronie Truk, 15 minut później zaś jeszcze jedną, na północy – niedaleko miejsca, gdzie okręt podjął pierwszą trójkę. Postawiło to O’Kane przed dylematem których pilotów ratować jako pierwszych. Istniała szansa podjęcia załogi drugiego samolotu jeszcze za dnia. Ostatecznie dowódca rozkazał zmienić kurs, tak aby ostatnich pilotów ratować w pierwszej kolejności. Przeprowadzone na miejscu dwudziestominutowe poszukiwania okazały się jednak bezowocne, toteż okręt obrał kurs na miejsce upadku pierwszego z samolotów. Tymczasem samoloty z amerykańskich lotniskowców zostały odwołane, toteż prowadzący poszukiwania na powierzchni w pobliżu nieprzyjacielskich baz okręt podwodny pozostawał bez jakiejkolwiek osłony. Wkrótce też, gdy „Tang” płynął równolegle do plaży, odezwały się działa japońskich baterii nabrzeżnych. O’Kane postanowił odpowiedzieć własnym ogniem artyleryjskim, aby zmusić japońskich artylerzystów do postawienia zasłony dymnej, co im samym utrudni celowanie do amerykańskiej jednostki. Artylerzyści „Tanga” zdołali oddać 20 strzałów w kierunku drzew, wśród których ukryte były japońskie działa, zanim okręt zdołał oddalić się na 5 mil z niebezpiecznego miejsca. Nie zapewniło to jednak załodze bezpieczeństwa, gdyż wkrótce japońskie działa odezwały się ponownie. Szczęśliwie, pociski przeciwnika padały około pół mili za rufą „Tanga”. Nie chcąc podejmować zbędnego ryzyka, gdy okręt znalazł się już na głębszych wodach, O’Kane wydał rozkaz zanurzenia. Po około 40 minutach „Tang” wynurzył się ponownie i z maksymalną prędkością nawodną płynął w kierunku miejsca upadku samolotu. Gdy okręt przybył na miejsce, „Tang” rozpoczął w ciemności poszukiwania, zygzakując z prędkością 10 węzłów. Co 15 minut marynarze odpalali rakiety sygnałowe w nadziei, że rozbitkowie zauważą zielone flary i odpowiedzą. Podjęte środki nie przyniosły jednak rezultatu, toteż o godzinie 3:30 rano O’Kane zrezygnował z poszukiwań, chcąc też dać odpocząć swoim nawigatorom po trudach wielogodzinnego manewrowania wśród raf. Musiał też przygotować okręt do kolejnego dnia nalotów na pozycje japońskie z amerykańskich lotniskowców.

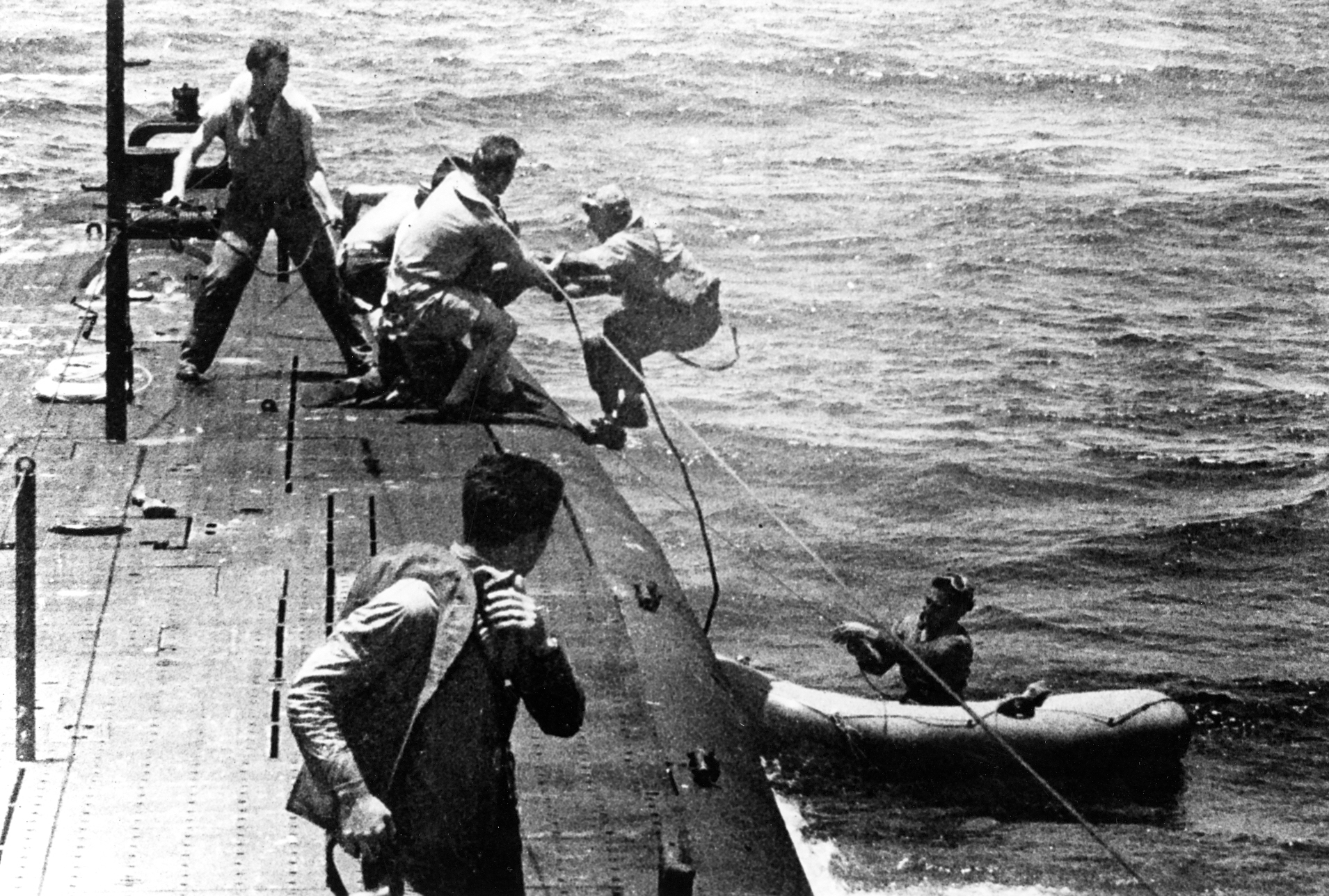
Marynarze „Tang” pomagają wejść na pokład okrętu załodze Kingfishera

1 maja 1944 roku o godzinie 8:28 rano „Tang” odebrał sygnał o amerykańskim pilocie w tratwie ratunkowej kilka mil od wyspy Ollan, toteż okręt skierował się w to miejsce z najwyższą prędkością. Dla bezpieczeństwa okrętu podczas amerykańskich nalotów O’Kane rozkazał wywiesić na kiosku dwie największe amerykańskie flagi. Gdy okręt dotarł na miejsce wskazane w wiadomości radiowej, oczom załogi ukazał się zaskakujący widok – wodnosamolot pokładowy z pancernika USS „North Carolina” (BB-55), płynął w ich kierunku jak łódź z grupą ludzi na skrzydłach. Wkrótce okazało się, że Robert Kanze – pilot Grumman F6F Hellcata z lotniskowca „Enterprise” (CV-6) został zestrzelony ogniem przeciwlotniczym. Dwuosobowy Kingfisher, który go odnalazł, nieszczęśliwie przewrócił się podczas wodowania, w konsekwencji drugi z wodnosamolotów z pancernika musiał ratować trzech lotników. Z tak wieloma rozbitkami wodnosamolot nie był w stanie wznieść się w powietrze, toteż z ludźmi na skrzydłach płynął jak łódź po powierzchni w spodziewanym kierunku przybycia „Tanga”. Po wejściu zestrzelonych pilotów na pokład okrętu, „Tang” musiał zniszczyć ogniem artyleryjskim uszkodzony pierwszy z samolotów. Wkrótce potem obserwatorzy na mostku dostrzegli samolot torpedowo-bombowy ciągnący za sobą dym, około siedmiu mil na wschód. Okręt obrał kurs na spodziewane miejsce upadku samolotu i wkrótce podniósł z wody trzyosobową załogę z USS „Langley” (CVL-27), a potem jeszcze jedną. Kolejnej nocy „Tang” podejmował dalszych lotników, ostatecznie powrócił do Pearl Harbor z 22 uratowanymi amerykańskimi pilotami.

### Na wodach japońskich

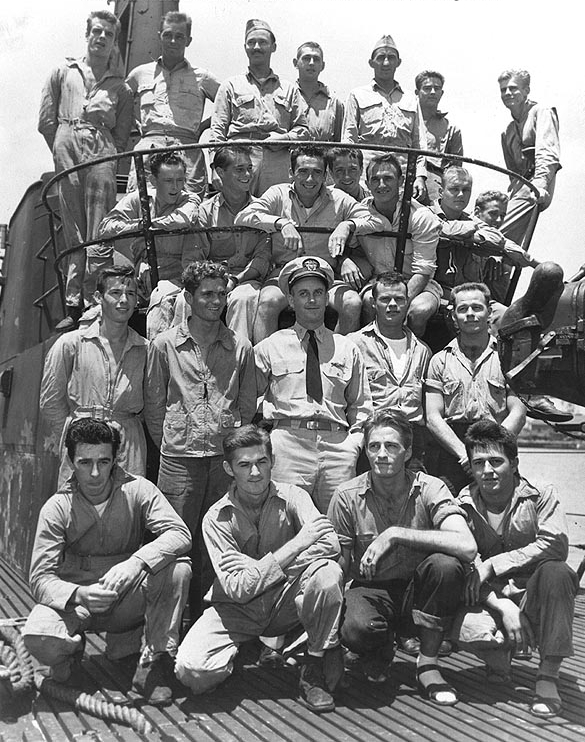
Mimo że z drugiego patrolu okręt powrócił do Pearl Harbor z kompletem swoich 24 torped, patrol został uznany za sukces – m.in. na pierwszej stronie „The New York Times” ukazała się informacja o „najbardziej dramatycznym i produktywnym rejsie w karierze okrętu”. Ocalenie przez „Tanga” 22 lotników stało się wydarzeniem medialnym, a zdjęcie O’Kane z 22 pilotami trafiło na czołówki gazet w całych Stanach Zjednoczonych.

8 czerwca 1944 roku o godzinie 1:30 po południu, dwa dni po początku lądowania na plażach Normandii w Europie, „Tang” odbił od nabrzeża w Pearl Harbor, udając się w swój kolejny rejs w działaniach przeciw Japonii na Pacyfiku. Dwadzieścia cztery dni spędzone przez załogę na lądzie w hotelu Royal Hawaiian przepełnione były przygotowaniami do następnego rejsu, nie były jednak wolne o codziennej w każdej flocie niesforności marynarzy. Jednym z jej przejawów była eksplozja w hotelowej toalecie samodzielnie skonstruowanego przez marynarzy „Tanga” aparatu do destylacji alkoholu. Mimo jego dostępności, marynarze odciągali alkohol służący za paliwo torped, toteż dowództwo floty zaczęło dodawać do niego olej krotonowy o silnym działaniu przeczyszczającym. Z tego rodzaju przeciwdziałaniem marynarze próbowali sobie radzić za pomocą destylacji zanieczyszczonego alkoholu.
„Tang” spędził swoje pierwsze dwa patrole w dużej mierze wspierając działania floty nawodnej. Nie leżało to jednak w naturze przyzwyczajonego, w trakcie rejsów na „Wahoo” z Mushem Mortonem, do samotnego polowania Richarda „Dicka” O’Kane. Toteż O’Kane z radością przyjął rozkazy dla trzeciego patrolu, kierujące jego okręt na Morze Wschodniochińskie i Morze Żółte – do samego serca Imperium Japońskiego. Wprawdzie w ten sam rejon zostały skierowane również dwa inne okręty USS „Sealion” (SS-315) oraz „Tinosa” (SS-283), jednostki te nie miały jednak tworzyć wilczego stada zwanego w USA „grupą skoordynowanego ataku” (ang. coordinated attack group), lecz miały działać niezależnie od siebie. Zwalczać tam miały japońską żeglugę między Imperium a Szanghajem i innymi portami chińskimi oraz na drogach morskich między Imperium a Indochinami, Filipinami oraz Holenderskimi Indiami Wschodnimi. Według informacji wywiadu, w celu minimalizacji ryzyka dowództwo japońskie postanowiło kierować całą żeglugę tak blisko brzegów, jak to tylko możliwe, aby – gdzie to jest możliwe – statki płynęły po utrudniających działanie okrętów podwodnych płytkich wodach. Wody te były doskonale znane O’Kane – 16 miesięcy wcześniej, pod dowództwem Dudleya Mortona, tam bowiem zatopił 9 statków. O’Kane miał swój plan operacyjny tego patrolu. Przypuszczał, że dowódcy „Sealiona” i „Tinosy” trzymać się będą raczej bezpieczniejszych otwartych wód, gdzie działając na powierzchni, zostaną prawdopodobnie wykryci przez japońskie lotnictwo. Zakładał, że jeśli jemu samemu uda się uniknąć wykrycia, japońskie dowództwo skieruje wszystkie statki na wody przybrzeżne, tam gdzie zamierzał na nie czekać.
Po wyjściu z portu okręt zawinął do Midway w celu uzupełnienia zapasów, następne zaś dziesięć dni spędził w drodze na północny zachód. Czas ten wypełniony był ćwiczeniami zanurzania, konserwacją torped oraz – wieczorami – oglądaniem filmów. Okręt minął w odległości 450 mil Mariany, następnie wulkaniczną wyspę Sofu Gan, która symbolicznie oznaczała wejście na wody kontrolowane przez Imperium. W końcu „Tang” dotarł do wód japońskich i szedł równolegle do wybrzeża Honsiu. Dowódcę okrętu zaskoczył brak w tym miejscu patrolujących samolotów japońskich. Gry próbował znaleźć wytłumaczenie tego faktu, droga radiową odebrał informację o amerykańskim desancie na Saipan – na wodach na których cztery miesiące wcześniej „Tang” przeprowadził swój pierwszy patrol. Uznał więc, że stanowi to prawdopodobne wyjaśnienie braku nieprzyjacielskich samolotów w rejonie jego operacji. Wieczorem 22 czerwca „Tang” przeszedł przez cieśninę Colnett – drogę wodną oddzielająca wyspy Kiusiu i Riukiu. Przechodząc przez nią nocą na powierzchni dowódca miał nadzieję, że na ekranach japońskich radarów jego okręt będzie wyglądał jak rybacki trawler. O godzinie 3:50 nad ranem nawiązał kontakt sygnałowy z „Sealionem” i dowódcy okrętów umówili się na spotkanie następnej nocy. Okręt spędził cały następny dzień w zanurzeniu, gdy natomiast wynurzył się o zmroku, natychmiast odebrał wiadomość radiową z ULTRY o uszkodzonym japońskim pancerniku płynącym do stoczni w Kobe bądź Sasebo i nakazującą dowódcy „Tinosy” rozstawienie okrętów na podejściach do Sasebo w celu przechwycenia go. O’Kane poczuł się osobiście zawiedziony decyzją dowództwa. Wkrótce dowódca „Tinosy” – najstarszy rangą – zaszyfrowanym kanałem łączności skontaktował się z „Tangiem” i „Sealionem”, żądając spotkania w celu omówienia planu ataku na japoński okręt liniowy. W drodze na umówione spotkanie O’Kane wraz ze swoim pierwszym oficerem Frazee doszli do wniosku, że najlepszym miejscem na przechwycenie okrętu byłyby wody w pobliżu wysp Koshikijima. Po przypłynięciu na miejsce umówionego spotkania na pokład okrętu Dona Weissa przeszedł I oficer „Tanga”, który po powrocie na własny okręt poinformował O’Kane, że dowódca „Tinosy” zareagował ze złością na tę propozycję. Ostatecznie postanowił, iż „Tinosa” i „Sealion” będą patrolować wspólnie na zachód od Sasebo obszar o szerokości 30 mil, tymczasem „Tang” może płynąć na wymyślone przez jego oficerów „goddammned islands” (wulg. pieprzone wyspy).

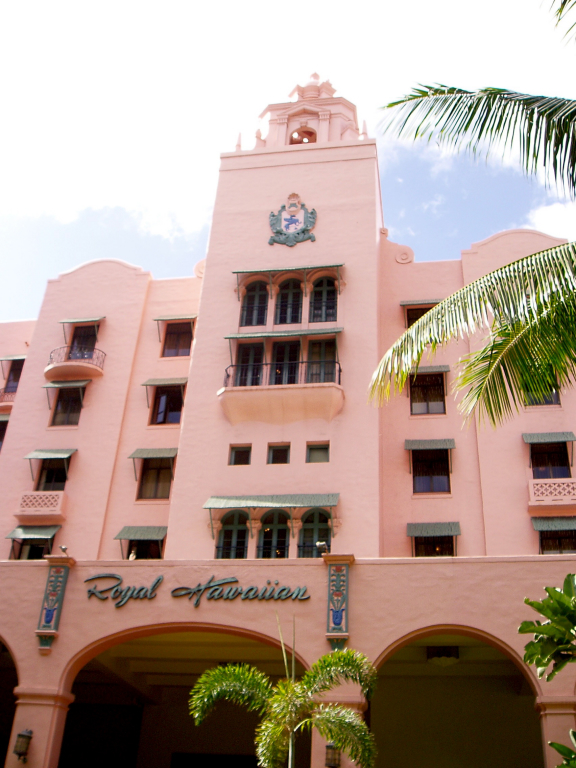
Hotel Royal Hawaiian w Honolulu współcześnie – w trakcie II wojny światowej wyłączony z publicznego użytku, miejsce zakwaterowania załogi USS „Tang” i innych okrętów podwodnych na Hawajach

Z największą możliwą przy jednoczesnym ładowaniu baterii prędkością 17 węzłów „Tang” udał się na powierzchni w kierunku północnym, wkrótce też znalazł się w pobliżu Nagasaki – japońskiego centrum przemysłowego, siedziby hut Mitsubishi, fabryk zbrojeniowych i stoczni. Tymczasem na ekranie radaru widniała dużą liczba odbić echa radarowego, żadne jednak nie było na tyle duże, aby mogło być echem dużego okrętu liniowego. O’Kane wysłał krótką wiadomość do pozostałych okrętów o treści „Konwój”. „Sealion” potwierdził jej odbiór, „Tinosa” jednak milczała. Obserwacja za pomocą radaru była zbyt krótkotrwała, aby można było określić namiar bojowy (kurs i prędkość) na cel, jednak załodze udało się ustalić, że konwój zygzakował, płynąc w kierunku północno-zachodnim. „Tang” dwukrotnie jeszcze wysłał wiadomość o konwoju do pozostałej dwójki okrętów w celu wspólnego ataku jako prawidłowe wilcze stado. Nie doczekawszy się reakcji, O’Kane podjął samodzielną akcję w pojedynkę. Ocenił, że panują dobre warunki do nocnego ataku na powierzchni. Przy dużej prędkości okręt szybko zbliżał się do konwoju, wkrótce też dowódca był w stanie określić, że japoński zespół składa się z sześciu dużych jednostek płynących w dwóch kolumnach, pierwsza jednostka każdej kolumny jest zapewne okrętem eskorty. Oznaczało to, że w konwoju płyną co najmniej cztery duże transportowce. Dodatkowo, sześć eskortowców płynących dookoła konwoju stanowi pierścień jego obrony bezpośredniej. W większej odległości O’Kane dostrzegł kolejne sześć okrętów, stanowiących zewnętrzny pierścień osłony. Kolejne okręty płynęły przed oraz za oboma pierścieniami. Oznaczało to eskortę złożoną z co najmniej 12 okrętów – żaden za dowódców amerykańskich okrętów podwodnych nigdy dotąd nie widział jeszcze tak silnej eskorty wokół zaledwie kilku japońskich statków.
Wobec katastrofalnych strat jakich doświadczała japońska flota handlowa w wyniku nieograniczonej wojny podwodnej prowadzonej przez Amerykanów, w marcu 1944 roku japońskie dowództwo wydało pierwszy operacyjny rozkaz, nakazujący iż każdy konwój musi mieć nie mniej niż 10 okrętów eskorty. Zgodnie z tym rozkazem każdy konwój powinien płynąć w bloku otoczonym przez pierścień eskorty. Tymczasem napotkany przez „Tanga” konwój HO-02 płynący do Moji miał nie jeden, lecz dwa pierścienie. O’Kane nie mógł strzelać z daleka przez pierścienie, aby dostać się na odległość skutecznego strzału torpedowego, musiał przedostać się przez podwójny kordon eskorty. Założył, że nie jest w stanie przedostać się do wewnątrz od czoła konwoju, uważał jednak, że pewną szansę daje wejście w bok konwoju, co pozwoliło by mu na strzał salwą do dwóch statków jednocześnie. Gdy „Tang” zachodził w bok konwoju, obserwatorzy na mostku wypatrywali jakichkolwiek oznak, że obserwatorzy na japońskich okrętach eskorty dostrzegli amerykańską jednostkę. Wkrótce „Tang” zaczął przepływać w poprzek fosforyzującego śladu torowego pierwszego lewoskrzydłowego okrętu wiodącego eskorty, w okręcie podwodnym szybko jednak zdano sobie sprawę z tego, że ten kurs wiedzie ich wprost na dziób jednego z okrętów wewnętrznego pierścienia, co gwarantowało wykrycie „Tanga”. W rezultacie O’Kane wycofał się. Wkrótce ponowił próbę przedostania się do wnętrza, ponownie jednak okręt wewnętrznego pierścienia znalazł się wprost na jego kursie. Doszedł więc do wniosku, że atak z boku nie ma szans powodzenia i potrzebna jest inna strategia, której Japończycy się nie spodziewają. Po krótkiej obserwacji podjął decyzję o ataku od tyłu konwoju. Amerykański okręt odbił prawo na burt, przyjął kurs przeciwny do kursu konwoju, wkrótce też okręt przeszedł przez kilwater tylnego lewoskrzydłowego okrętu eskorty, a O’Kane dostrzegł dwa okręty tylnej straży konwoju. Krzycząc do wnętrza kiosku, dowódca wydał rozkaz ustalenia odległości między tymi okrętami, po chwili I oficer przekazał wiadomość, że odległość między nimi wynosi 2300 jardów – nieco więcej niż 1 mila morska. O’Kane uznał, że znalazł właśnie „dziurę w sieci”. „Tang” przeszedł w poprzek śladu torowego konwoju, wykonał zwrot na bakburtę i zaczął podążać kursem konwoju, zamierzając przedostać się do wnętrza, prześlizgując się między okrętami eskorty, które w ciemności dzieliła jego zdaniem zbyt duża odległość. Płynący dotąd na dwóch silnikach „Tang” uruchomił trzeci z czterech silników, okręt wyraźnie przyśpieszył, wkrótce jednak O’Kane nakazał zmniejszenie prędkości do 16 węzłów, obawiając się, że szybki ruch może zwrócić uwagę wrogich obserwatorów. Z obserwatorami po obu stronach mostka wpatrzonymi w otaczające ich okręty japońskie, amerykański okręt przesuwał się do wnętrza konwoju. Wysoko umieszczone stanowiska obserwatorów na niszczycielach utrudniały im dostrzeżenie smukłej i niskiej sylwetki okrętu podwodnego na tle morza. Tym bardziej że obserwatorzy musieliby wpatrywać się w dół, i co więcej podejrzewać zuchwałość amerykańskiego dowódcy, który odważyłby się płynąć równolegle w pasie między okrętami eskorty. Niszczyciele tylnej części pierścienia eskorty znajdowały się już za rufą okrętu, tymczasem przed „Tangiem” zamajaczyły masywne sylwetki statków.
25 mil od Nagasaki, O’Kane rozpoczął przygotowania okrętu do ataku. Po krótkiej chwili niezdecydowania, O’Kane wybrał za cel pierwszego ataku lewą kolumnę statków; „Tang” przyśpieszył do 17 węzłów, zszedł w lewo z kursu i obrał za cel duży czteromasztowy frachtowiec z jednym kominem oraz jednostkę, która wydawała się nowoczesnym tankowcem. O’Kane zamierzał zaatakować każdy z nich salwą trzech torped z wyrzutni dziobowych. W odstępie kilku sekund trzy torpedy opuściły wyrzutnie, tymczasem okręt odbił na północ z czterema silnikami pracującymi z połową mocy, gotowymi do maksymalnego przyśpieszenia w celu uniknięcia kontrataku, gdy tylko dowódca wizualnie potwierdzi zniszczenie celu. Pierwsza z torped trafiła w rufę frachtowca, druga zaś rozdarła jego burtę na wysokości śródokręcia, po czym jednostka zaczęła szybko tonąć. Po chwili wystrzelone w międzyczasie czwarta i piąta torpeda trafiły pod kominem tankowca oraz tuż za nadbudówką. Statek szybko zatonął rufą. W konwoju zapanował chaos, okręty eskorty zaczęły zrzucać bomby głębinowe, tymczasem „Tang” prześliznął się na powierzchni tuż za rufą jednego z eskortowców, po czym zanurzył się i uchylił od japońskich ataków.
Wieczorem 27 czerwca radiotelegrafista odebrał przekaz radiowy z Ultry, informujący o nowym japońskim szlaku transportowym. O’Kane przyjął ten radiogram podejrzliwie. Informacje Ultry były zazwyczaj dość precyzyjne – informowały o konkretnym ruchu statków, tymczasem tym razem informowano tylko o nowym szlaku. Dowódca Tanga zaczął podejrzewać japońską zasadzkę. Przekaz Ultry rozkazywał dowódcy „Tinosy” ponownie przejąć dowodzenie w celu przechwycenia japońskich konwojów. Taka decyzja Pearl Harbor zezłościła O’Kane. Nie akceptował „mikrozarządzania” tym patrolem, zwłaszcza nacisku na wspólne działanie trzech okrętów, które uważał za nieefektywne. Dwukrotnie już dowódca „Tinosy” zignorował wiadomości radiowe od niego o dużym konwoju, „Sealion” zaś potwierdził odbiór jednej z nich, lecz również nie zrobił nic, aby przyłączyć się do ataku „Tanga”. Don Weiss zarządził ponowne spotkanie trzech okrętów, czemu O’Kane, jako niższy stopniem, musiał się podporządkować. Pierwszy oficer Murray Frezee ponownie wszedł na pokład „Tinosy”, aby po chwili wrócić z wiadomością, że Weiss „pozbył się »Tanga«”. Zarządził bowiem, że „Tinosa” będzie operować na południe od wrogich linii, „Sealion” na północ od nich, „Tang” zaś ma patrolować na północ od obu – co najmniej 40 mil od wskazanych linii żeglugowych. Załoga okrętu przyjęła taki rozkaz z niepokojem, ponieważ rozkaz dowódcy „Tinosy” kierował ich na najpłytsze wody. O’Kane potrafił jednak zaleźć dobrą stronę tej sytuacji – obszar patrolu jego okrętu ograniczony był jedynie od południa strefą patrolu „Sealiona”, a to oznaczało, że „Tang” nie ma żadnych granic operacyjnych ani na wschodzie, ani na zachodzie, ani na północy. Całe Morze Żółte należało do niego
26 czerwca „Tang” wykrył samotny frachtowiec, do którego wystrzelił cztery torpedy, wszystkie jednak pociski minęły się z celem; dwa dni później para torped ponownie nie trafiła w samotny statek. Wystrzelona następnie pojedyncza torpeda zatopiła jednak „Nikkin Maru” o pojemności 5700 ton. 1 lipca O’Kane zatopił mały frachtowiec „Taiun Maru Nr 2” (998 ton) oraz mały tankowiec „Takatori Maru Nr 1” (878 ton). Dwa dni później doszło do ponownego spotkania „Tanga” z „Sealionem” („Tinosa” przebywała w tym czasie na południu), 4 lipca zaś – w amerykański Dzień Niepodległości – okręt pod dowództwem O’Kane zatopił frachtowce „Asukazan Maru” (7886 ton) oraz „Yamaoka Maru” (lub też „Yamaika Maru”) (6932 ton), 6 lipca zaś swoją ostatnią torpedą zatopił „Dori Maru” o pojemności 1469 ton.
Po zatopieniu „Yamaoka Maru” O’Kane przełączył na radiowęzeł okrętowy sygnały z sonaru okrętowego, aby załoga mogła usłyszeć trzask łamanych grodzi tonącego statku. Okręt wynurzył się po chwili i wśród szczątków japońskiej jednostki dostrzeżono samotnego rozbitka trzymającego się przewróconej łodzi ratunkowej, którego załoga podjęła z wody. Po wystrzeleniu ostatnich torped okręt wziął kurs na Midway.
Podczas trzeciego patrolu USS „Tang” zatopił 10 jednostek przeciwnika. Podczas ataku z 24 czerwca na konwój HO-02, dostrzeżono zatopienie dwóch jednostek, taką też liczbę zatopionych statków tego konwoju uznał admirał Lockwood. Do tych dwóch statków „Tang” wystrzelił jednak w sumie sześć torped, z których trafiły cztery – po dwie na każda jednostkę. Powojenne badania japońskich archiwów wykazały jednakże, że zatonęły wówczas cztery statki. Oznacza to, że pozostałe dwie z sześciu wystrzelonych torped minęły się wprawdzie z celem, jednak trafiły i zatopiły dwie inne japońskie jednostki. W rezultacie za pomocą 6 torped „Tang” zatopił 4 statki o łącznej pojemności 16 292 ton. Z dziesięcioma zatopionymi statkami, trzeci patrol „Tanga” okazał się najskuteczniejszym pod względem liczby zatopionych jednostek przeciwnika.

### Czwarty patrol
Rezultaty patroli amerykańskich okrętów podwodnych latem 1944 roku były rozczarowujące w związku ze spadkiem liczby zatopień. „Dick” O’Kane podejrzewał, że przyczyną tego jest fakt, iż japońskie statki pływały bardzo blisko plaż na płytkich wodach. Upatrywał w tym jednak szansy dla okrętów podwodnych, gdyż kurs blisko brzegu zmniejszał możliwości zygzakowania, zmuszając statki do płynięcia mniej lub bardziej prostym kursem. Kiedy więc 31 lipca 1944 roku „Tang” wyszedł na swój kolejny patrol na wodach japońskich, O’Kane patrolował tylko około 1,3 mili od brzegu w pobliżu Nagoi, w wodach o głębokości mniejszej niż 76 metrów.
10 sierpnia odnalazł stary zbiornikowiec, do którego wystrzelił trzy torpedy. Wszystkie chybiły. Z uwagi na dostrzeżony w pobliżu samolot, okręt skrył się pod wodą, uderzył jednak w nieoznaczoną na mapach łachę piachu. Następnego dnia „Tang” wykrył dwa frachtowce eskortowane przez kanonierkę. Z odległości około jednej mili odpalił sześć torped – po trzy do każdego statku. Eksplozja rozerwała frachtowiec „Roko Maru” o pojemności 3328 ton, drugi ze statków natomiast został uszkodzony. Pobliska kanonierka natychmiast przystąpiła do kontrataku, próbując zepchnąć „Tanga” w kierunku niedalekiego brzegu; zrzuciła 22 bomby głębinowe, które eksplodowały w niewielkiej odległości. O’Kane udało się jednak wymanewrować japoński okręt, po czym wypłynął na głębsze wody.
Przez następny tydzień załoga okrętu nie potrafiła znaleźć żadnego celu, 20 sierpnia natomiast O’Kane znalazł w morzu frachtowiec płynący z ochroną w postaci dwóch małych eskortowców. W odległości 900 jardów (820 metrów) „Tang” wystrzelił 2 torpedy, z których pierwsza minęła się z celem i eksplodowała na plaży, w drugiej zaś po opuszczeniu wyrzutni nie uruchomił się zespół napędowy. Podobna sytuacja zaistniała następnego dnia – frachtowiec w otoczeniu dwóch okrętów eskorty. Każda z trzech wystrzelonych torped elektrycznych minęła cel i eksplodowała na plaży. Następnego dnia okręt odnalazł eskortowiec zakotwiczony w małej zatoczce. Z dziobem w zatoczce, „Tang” odpalił jedną torpedę elektryczną, która natychmiast zeszła z kursu i płynęła chaotycznie, po czym zatonęła, eksplodując na dnie. Pierwsza z dwóch kolejnych torped przeszła zbyt głęboko pod celem, druga zaś za jego rufą. Wobec niepowodzenia tych ataków, O’Kane odpalił czwartą torpedę, która wywołała eksplozję nieprzyjacielskiego okrętu. O’Kane ocenił wyporność japońskiej jednostki na 1500 ton, jednak jej rzeczywista wyporność musiała być mniejsza niż 500 ton, z uwagi na brak tej jednostki w badanych po wojnie japońskich archiwach.
Następnego dnia „Tang” odnalazł dwa frachtowce, nie mógł jednak osiągnąć dogodnej pozycji do ataku, kilka godzin później zaś wykrył duży statek eskortowany przez okręty nawodne i samolot. Na całym pokładzie stali ludzie w białych mundurach, co oznaczało iż jest to jednostka pomocnicza marynarki. „Tang” zmniejszył odległość i z dystansu 800 jardów odpalił trzy torpedy. Pierwsza z nich trafiła pod pokładem dziobowym, druga zaś pod tylną część jego długiej nadbudówki. Transportowiec marynarki „Tsukushi Maru” o pojemności 8135 ton natychmiast zatonął rufą pod kątem 20 stopni. W trakcie kolejnych dni „Tang” pływał blisko japońskich plaż, natomiast 25 sierpnia odpalił trzy ostatnie torpedy w silnie broniony tankowiec. O’Kane był przekonany, że dwie z nich trafiły w zbiornikowiec, trzecia zaś rozerwała wiodący okręt eskorty. Powojenna kwerenda w archiwach japońskiej marynarki nie potwierdziła tego konwoju, zatopienie tych jednostek nie zostało więc uznane przez JANAC, jednak Alden i McDonald potwierdzają zatopienie w tym dniu przez USS „Tang” „Namuko Maru Nr 8” o pojemności 1800 ton, na którym zginęło 16 osób oraz niezidentyfikowanego okrętu eskorty o wyporności około 600 ton, które to jednostki 24 sierpnia wypłynęły z Shimotso do Shimizu.
Po 34 dniach patrolu „Tang” powrócił do Pearl Harbor, gdzie uznano mu zatopienie 6 jednostek o łącznym tonażu 31 000 ton. Powojenne zestawienie JANAC uznało mu zatopienia jedynie 2 jednostek podczas tego patrolu, o łącznej pojemności 11 500 ton.

### Cieśnina Tajwańska
Po powrocie z patrolu „Tang” poniósł dużą stratę, okręt opuścić miał bowiem dotychczasowy zastępca dowódcy Murray Frazee, który otrzymał samodzielne dowództwo USS „Gar” (SS-206) – jednostkę nieco starszego typu Tambor. Jego miejsce na okręcie O’Kane zająć miał dotychczasowy trzeci oficer Frank Springer.
W trakcie rozstrzygającej o losach wojny wielkiej bitwy powietrzno-morskiej o Leyte, większość amerykańskich okrętów podwodnych przebywających na patrolu – lub płynących na patrol – miała przydzielone zadanie przerwania strumienia japońskich dostaw zaopatrzenia na Filipiny. Dowodzone przez admirała Charlesa Lockwooda 26 okrętów podwodnych z grupy operującej z Pearl Harbor, atakowało z północy – na Morzu Wschodniochińskim oraz w cieśninach Tajwańskiej i Luzon. Tymczasem dowodzona przez admirała Ralpha Christie grupa 14 okrętów z australijskiego Fremantle, koncentrowała się na Morzu Południowochińskim – na podejściach do Manili. Niektóre okręty podwodne operowały samotnie, większość jednak zorganizowana była w grupy uderzeniowe zwane wilczymi stadami (eng. wolf packs). Czterdzieści okrętów stworzyć miało – jak nazwał to adm. Lockwood – „wodoszczelną blokadę”.
Jednym z okrętów grupy hawajskiej, mającą zacisnąć pierścień wokół Filipin na japońskich trasach zaopatrzeniowych, był dowodzony przez Richarda O’Kane USS „Tang”. Gdy jednak admirał zapytał O’Kane, jak szybko okręt jest w stanie wyruszyć na zachodni Pacyfik, dowódca okrętu odparł wprawdzie że w ciągu czterech dni – poprosił jednak admirała Lockwooda, aby wracając z tego patrolu, „Tang” mógł popłynąć prosto do Mare Island na Zachodnim Wybrzeżu Stanów Zjednoczonych. Okręt i jego załoga prowadzili działania bojowe bezustannie od niemal roku, i O’Kane uważał, że ludziom należy się odpoczynek w Kalifornii. Prośba dowódcy okrętu miała w tym czasie duży kaliber, gdyż oznaczała wyłączenie z linii jednego z najskuteczniejszych amerykańskich okrętów na całe trzy miesiące – jakie zająłby remont jednostki – w krytycznym dla US Navy czasie, w którym amerykańska marynarka zamierzała wykorzystać aktualny impet. Admirał jednak, być może pomny stosunkowo niedawnej straty innej gwiazdy amerykańskiej floty podwodnej – Samuela Dealeya na USS „Harder” (SS-257), który według niektórych relacji był zbyt przemęczony przed wyjściem na swój ostatni feralny patrol, obiecał O’Kane, że „Tang” popłynie do Kalifornii, a załoga otrzyma urlop.
Z nadzieją na kilkumiesięczne wakacje na kontynencie, okręt i załoga przygotowywali się do wyjścia na patrol o cztery dni wcześniej niż zaplanowano. Niespodziewanie, nagły brak torped w Pearl Harbor spowodował, iż na USS „Tang” zostały przekazane elektryczne torpedy zdjęte z USS „Tambor” (SS-198), który został zatrzymany przed wyjściem na patrol z powodu awarii układu napędowego. Oficerowie i marynarze okrętu odpoczywali tylko tyle, ile było niezbędne aby ponownie zatankować okręt, dostarczyć nań warzywa, mięso i kawę, a Dowódca Floty Pacyfiku adm. Chester Nimitz i adm. Lockwood mogli uhonorować załogę za trzeci patrol okrętu, w tym wręczając kmdr. ppor. Richardowi O’Kane jego drugi Krzyż Marynarki Wojennej, odchodzącemu z okrętu zastępcy dowódcy kpt. mar. Murrayowi Frazee – trzecią Silver Star, zaś nowemu I oficerowi por. Frankowi Springerowi pierwszą. Sam okręt zaś został wyróżniony Presidential Unit Citation – najwyższym odznaczeniem amerykańskim, jakie mógł otrzymać okręt lub jednostka wojskowa – załodze zaś wręczono z tego powodu odpowiednie emblematy.
24 września 1944 roku w pełni zaopatrzony okręt opuścił Hawaje, udając się via Midway do Cieśniny Formozy na swój piąty patrol. Zadaniem okrętu podczas tego patrolu było przechwytywanie wszystkich japońskich statków, które mogły próbować uciekać z Formozy, skutkiem uderzeń lotniczych na wyspę, które zostały zaplanowane na 12 do 14 października 1944 roku, a także przechwytywanie japońskich wzmocnień, które mogą próbować dotrzeć przez cieśninę na Filipiny, w ramach wsparcia w kampanii zmierzającej do odparcia amerykańskiego lądowania na Leyte przewidzianego na 20 października.

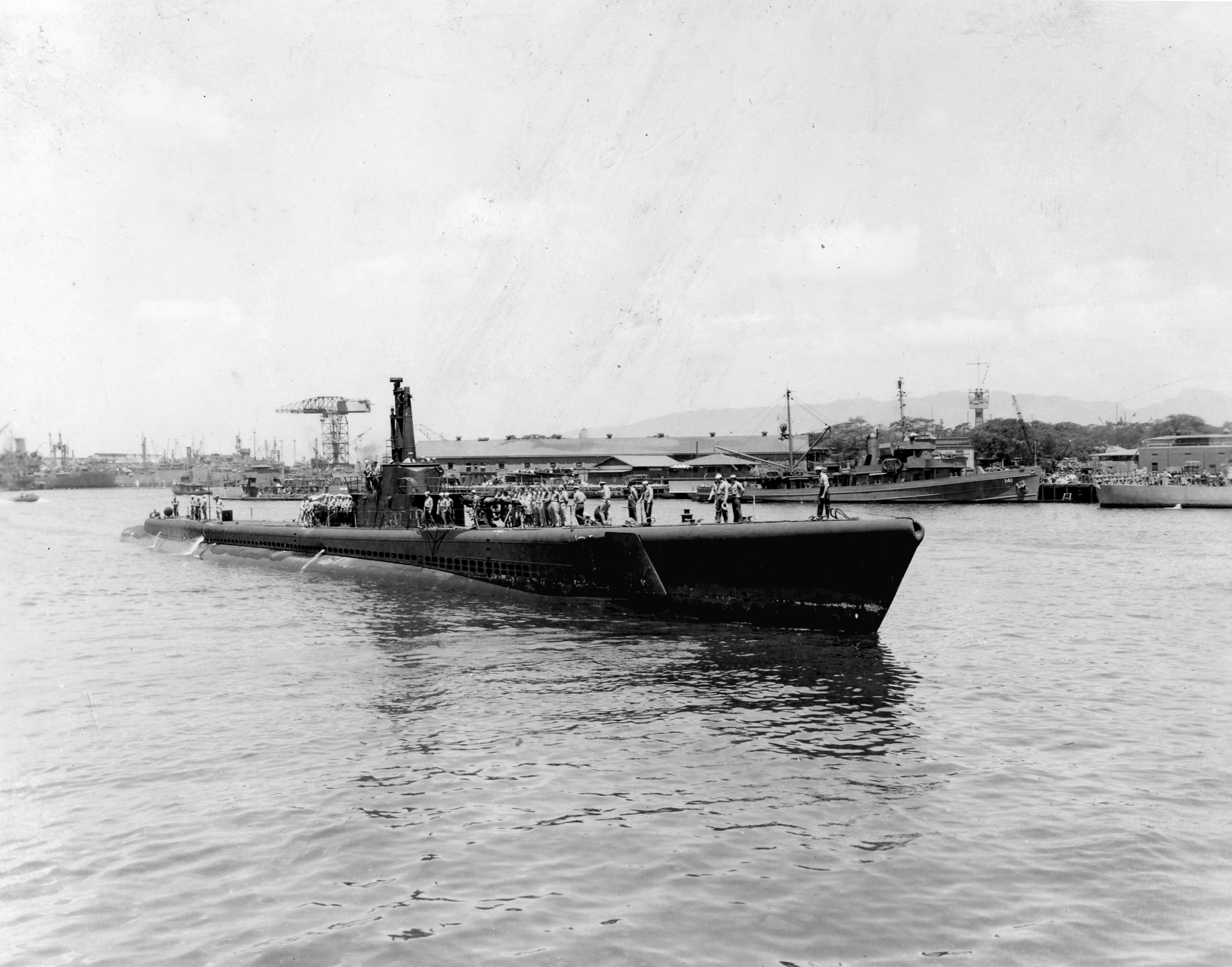
USS „Tang” powracający do Pearl Harbor z drugiego patrolu

W drodze okręt wszedł w obszar sztormowej pogody, w trakcie której O’Kane na drabince prowadzącej z pomostu do wnętrza okrętu, złamał kilka kości stopy. Siła sztormu wzmagała się, doprowadzając okręt do przechyłów sięgających 70°. Sztorm zelżał dopiero 8 października, jednak jak się okazało tajfun zepchnął okręt z kursu aż o 60 mil morskich. 10 października z okrętu dostrzeżono góry Formozy, zaś dowódca rozkazał włączenie czwartego silnika, aby okręt wszedł do cieśniny jeszcze tej nocy – co nastąpiło o 4 rano 11 października. Niemal natychmiast okrętowy radar przeszukiwania powierzchni odebrał odbity sygnał celu poruszającego się w odległości 10 mil z prędkością 14 węzłów. „Tang” przyśpieszył, aby zbliżyć się do celu na preferowaną przez O’Kane odległość 1000 jardów (914 metrów). Wkrótce też z pomostu bojowego kmdr O’Kane z kpt. Leiboldem dostrzegli nowoczesny, ciężko załadowany frachtowiec o niskiej sylwetce. O’Kane wcisnął znajdujący się na pomoście przycisk alarmu zanurzeniowego i okręt szybko zanurzył się. Celem był „Joshu Go” o ładowności 1658 ton w zmniejszającej się odległości 800 jardów. Kalkulator torpedowy TDC, rozwiązując problem trójkąta torpedowego, szybko wypracował dane do strzelania i przekazał je do żyroskopów trzech torped, i dowódca rozkazał otwarcie ognia do japońskiej jednostki. Przy prędkości 29 węzłów, dwie z trzech torped dosięgły celu znajdującego się już w odległości zaledwie 1/4 mili w ciągu 47 sekund. „Tang” wynurzył się, jednak na powierzchni nie dostrzeżono żadnych rozbitków, widoczne jednak było kilka na wpół zalanych szalup. Korzystając z resztek ciemności, „Tang” z pełną prędkością oddalał się na południe od miejsca zatonięcia „Joshu Go”, wiadomo bowiem było, że zachodnie wybrzeże Formozy usiane jest japońskimi lotniskami i wkrótce mogą pojawić się na niebie patrole lotnicze. Wkrótce dostrzeżono kolejną jednostkę, mały fachowiec „Oita Maru” o ładowności 711 ton. Komandor O’Kane rozważał sposób ataku – płynąc w zanurzeniu, mógł dogonić ją w godzinach popołudniowych, to jednak spowodowałoby, że akumulatory okrętu byłyby bliskie wyczerpania, co skazałoby okręt na walkę na powierzchni w płytkich wodach. Postanowił wobec tego śledzić japoński statek na powierzchni i zaatakować po zapadnięciu ciemności. W związku jednak z ponownym pogorszeniem się pogody, okręt zanurzył się na głębokość 80 stóp (24 metry). O zmroku japoński statek przeszedł dokładnie nad zanurzonym amerykańskim okrętem, zgromadzeni zaś w mesie na kolację oficerowie doskonale słyszeli pracującą z prędkością 70 obrotów na minutę śrubę japońskiej jednostki. Wywołało to komentarze wśród oficerów o dziwnym samopoczuciu z powodu spokojnego spożywania kolacji i planowaniu unicestwienia jednostki, która nieświadoma niczego właśnie przepływała nad nimi. „Tang” rozpoczął śledzenie celu, co pozwoliło na dokładne ustalenie jego kursu i prędkości oraz wzoru i amplitudy zygzakowania. Gdy japoński statek oddalił się na odległość 4000 jardów, okręt rozpoczął pościg, jednak radar wykrył w tym momencie dwa okręty eskortowe. O’Kane przeszedł mimo, wkrótce jednak operator radaru zameldował, że japońskie eskortowce wycofały się. Dowódca okrętu rozkazał odpalenie pojedynczej torpedy, która po krótkim czasie wywołała eksplozję na pokładzie japońskiego statku – prawdopodobnie jej kotła.
W ciągu kilku następnych dni „Tang” nie wykrył żadnego celu, jednak ich monotonia bezowocnego w tym momencie patrolu została przerwana eksplozjami wokół pobliskiego Keelung, będącymi efektem amerykańskiego uderzenia lotniczego na Formozę. Okręt nie był nawet w stanie doścignąć zespołu krążownika i dwóch niszczycieli, który niespodziewanie pojawił się na horyzoncie. Jednak o północy 23 października, szef okrętu przyniósł do kajuty kurującego nogę kapitana informację o wykryciu konwoju. Konwój składał się z czterech statków strzeżonych przez co najmniej dwa niszczyciele i zmierzał z Chin do Takao – miasta portowego na południowym wybrzeżu Formozy. Gdy O’Kane obserwował japoński zespół, wiodący niszczyciel eskorty opuścił swoją pozycję i rozpoczął operację poszukiwania okrętów podwodnych, zataczając wokół statków koło o promieniu dwóch mil. Dowódca SS-306 wpadł na chytry pomysł podszywania się pod lidera japońskiego zespołu. „Tang” zwiększył prędkość do maksymalnej, wkrótce zajął jego pozycję i dokładnie naśladował ruchy konwoju w nadziei, że na ekranach radaru będzie widoczny właśnie jako o okręt wiodący konwój. Zmienił następnie kierunek ruchu na przeciwny do kursu statków konwoju, pozwalając im się wyprzedzić, po czym zatrzymał wszystkie silniki. Do komputera torpedowego TDC wprowadzone zostały dane pozycji i ruchu poruszających się w ciemnościach „Tatsuju Maru” o ładowności 1944 ton, „Toun Maru” – 1915 ton oraz „Wakatake Maru” – 1920 ton. Pierwsze dwie torpedy, z odległości zaledwie 300 jardów (274 metry) odpalił w kierunku „Tatsuju Maru”, trzecią torpedę w „Toun Maru”, dwiema kolejnymi zaatakował „Wakatake Maru”, celując pod komin i maszynownię. W pierwszym statku eksplodował kocioł, „Taun Maru” został ogarnięty dużym pożarem. „Wakatake Maru” jednak wciąż zdolny był do ruchu, zmienił kurs i usiłował staranować amerykański okręt podwodny. Był jednak zbyt blisko, aby „Tang” zdążył się zanurzyć. Awaryjny rozkaz maksymalnej prędkości dostępnej wyłącznie z krótkotrwałym przeciążeniem wszystkich silników w odległości zaledwie 100 jardów (91 metrów) od japońskiego statku, gdy zaś od zderzenia dzieliło obie jednostki zaledwie 30 sekund, padła komenda o pełnym wychyleniu sterów na lewo. O’Kane miał nadzieję, że statek otrze się o „Tanga”, nie uderzy zaś w niego i nie zostanie naruszona struktura kadłuba sztywnego okrętu. Przy sumarycznej prędkości obu jednostek wynoszącej 40 węzłów, obie jednostki minęły się tuż obok siebie. Załoga japońskiego statku otworzyła ogień do amerykańskiego okrętu z działa pokładowego, toteż O’Kane wydał rozkaz opuszczenia mostka, wkrótce jednak zdał sobie sprawę z tego, że chaotyczny ogień z tak małej odległości nie ma szansy na trafienie okrętu podwodnego, toteż wstrzymał alarm zanurzeniowy, dzięki czemu miał możliwość zaobserwowania próby uniknięcia zderzenia „Wakatake Maru” z kolejnym statkiem – „Kori Go” (1339 ton), który również zamierzał staranować okręt O’Kane. Wiedział jednak, że w zaistniałej sytuacji nieprzyjacielskie próby uniknięcia kolizji nie mają szans powodzenia. Dowódca okrętu rozkazał pełną gotowość rufowego przedziału torpedowego i gdy japońskie statki znajdowały się tuż przed zderzeniem, z pomostu ustawił przekaźnik celowania w punkt łączenia się statków, po czym wystrzelił salwę 4 torped wzdłuż długości połączonych jednostek. Gdy wystrzelone z najbliższej odległości torpedy zaczęły trafiać w cel, japońskie statki skolidowały. „Wakatake Maru” otrzymał ponowne trafienie w maszynownię, a przełamana tym razem na pół jednostka zatonęła w ciągu 40 sekund. Trafienia torpedami nie uniknął także „Kori Go”, jednak według JANAC zakres jego zniszczeń i los do dziś są nieznane.
Następnej nocy z 24 na 25 października, gdy pod Leyte okręty Nishimury i Kurity nacierały w stronę cieśnin Surigao i San Bernardino, O’Kane za pomocą radaru wykrył jeszcze jeden konwój po północno-wschodniej stronie wyspy Kiushan Tao w Cieśninie Formozy. Duże rozciągnięcie konwoju miało prawdopodobnie na celu uniemożliwienie jednoczesnego ataku na kilka statków, z drugiej jednak strony osłabiało ochronę całego konwoju przez okręty eskorty. Jeden z eskortowców prawdopodobnie wykrył jednakowoż amerykański okręt i lampą sygnałową zawiadamiał o tym inne jednostki. Tym samym jednak pomógł O’Kane dokładniej ustalić ich lokalizację, dzięki czemu dowódca wybrał swój pierwszy cel – „Ebara Maru” o pojemności 6956 ton, następnie 7024-tonowy frachtowiec „Matsumoto Maru”. „Tang” ponownie dostał się do wnętrza zespołu i z najbliższej odległości odpalił 10 torped, zatapiając dwa duże, ciężko załadowane frachtowce, „Kogen Maru” o ładowności 6600 ton i „Matsumoto Maru” – 7024 ton. Druga z tych jednostek prawdopodobnie przewoziła paliwo lotnicze, gdyż jej dziób natychmiast eksplodował. Według O’Kane niszczyciel, który niespodziewanie zbliżał się do rufy eksplodującej jednostki, sam stanął w płomieniach – czy to zająwszy się od eksplodującej jednostki, czy to trafiony torpedą. W międzyczasie jedna z torped rozdarła burtę „Ebaro Maru”.

#### Ostatnia torpeda
Po tym ataku, z jedynie dwiema torpedami w zapasie, O’Kane wycofał się dla dania odpoczynku załodze i sprawdzenia pozostałych torped, tylko po to aby wkrótce zaatakować ponownie. O godzinie 1:25 USS „Tang” powrócił na miejsce bitwy, aby zadać cios łaski uszkodzonemu statkowi, osiągając pozycję do ataku w odległości 1100 jardów (1000 metrów). O’Kane wystrzelił swoją 23 torpedę, Mark 18, i zbliżył się na odległość 900 jardów, skąd postanowił wystrzelić ostatni posiadany pocisk do nieruchomego, przechylonego celu na kursie 0. O godzinie 2:30 rano rozkazał gotowość całej załogi, po czym obserwując cel z pomostu, wydał rozkaz odpalenia torpedy z wyrzutni dziobowej numer 4.
Przez moment obsada pomostu obserwowała fosforyzujący w ciemności ślad torowy torpedy, która przy swojej prędkości powinna pokonać odległość dzielącą „Tanga” od japońskiego statku w ciągu minuty. Już jednak kilka metrów od dziobu okrętu torpeda wynurzyła się i ostro skręciła w lewo, zakręcając w kierunku dziobu okrętu podwodnego na bakburcie. O’Kane wydał rozkaz natychmiastowej awaryjnej prędkości maksymalnej do przodu oraz maksymalnego wychylenia sterów w prawo, w celu zejścia z kursu zataczającej krąg torpedy. O’Kane oceniał w tym momencie, że załoga ma jedynie około 10 sekund, aby obrócić okręt o długości 95 metrów. Gdy pocisk – z prawdopodobnie zablokowanym sterem, bądź skutkiem błędu żyroskopu lub silnika sterującego – osiągnął swój maksymalny punkt przeciwległej strony okręgu, łukiem skierował się w stronę okrętu, O’Kane wydał rozkaz ostrego skrętu w lewo, usiłując wymanewrować zmierzającą w kierunku rufy torpedę. Mk 18 była jednak zbyt blisko i po 20 sekundach od wystrzelenia uderzyła w rufowy przedział torpedowy, tuż przy grodzi przedziału manewrowego. Zapalnik kontaktowy Mk 8 torpedy Mark 18 Mod 1 zadziałał w ułamkach sekundy i głowica eksplodowała. Dowódca odruchowo wydał rozkaz zamknięcia wszystkich włazów, podczas gdy rozerwana eksplozją głowicy z 600 funtami (272 kg) torpexu rufa natychmiast pogrążała się w wodzie, unosząc dziób okrętu ponad powierzchnię.

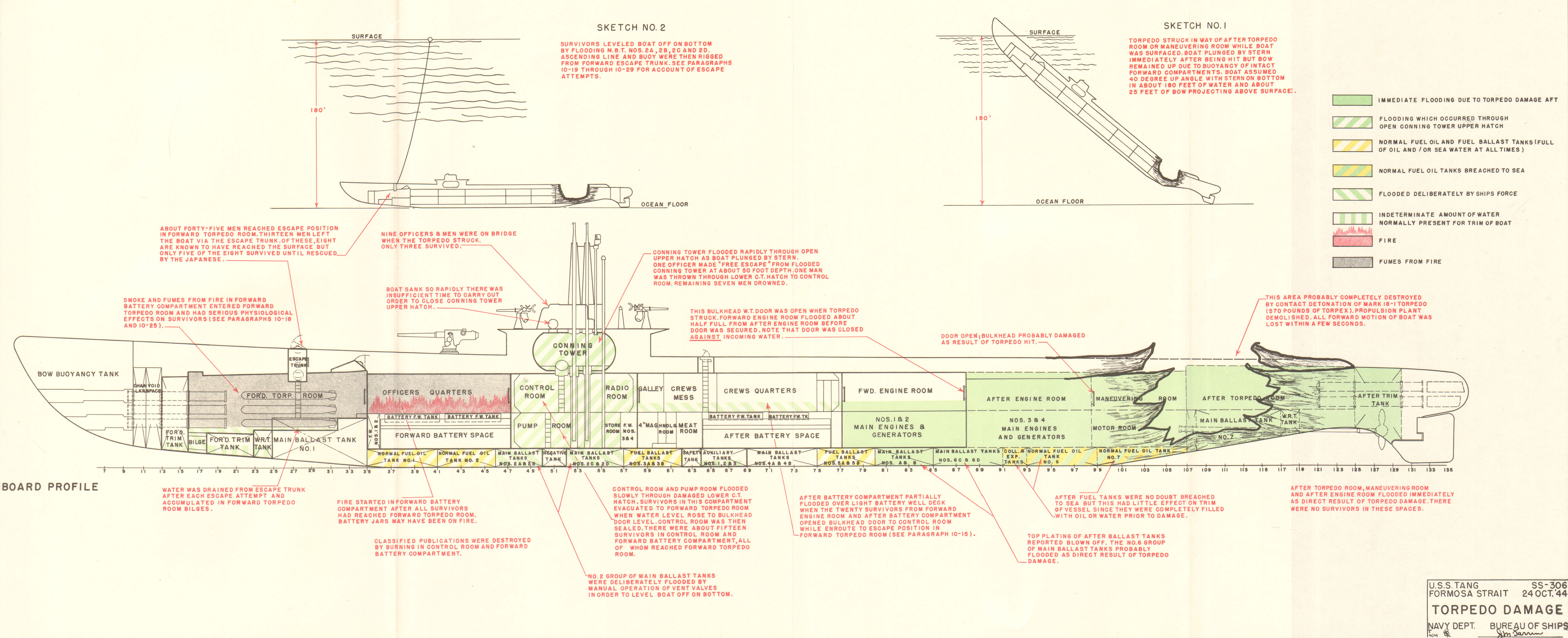
Uproszczona wizualizacja zniszczeń tylnego przedziału torpedowego USS „Tang” (SS-306), wywołanych eksplozją torpedy Mk 18. Pożar akumulatorów okrętu pod przedziałem oficerskim spowodował śmierć większości zgromadzonych w przednim przedziale torpedowym ocalałych z eksplozji torpedy. Górne wizualizacje przedstawiają – od prawej: położenie okrętu wkrótce po trafieniu własną torpedą, po lewej – położenie okrętu w trakcie próby ewakuacji załogi. Otwarty przedni właz ratunkowy widoczny nad przednim przedziałem torpedowym

Siła eksplozji zerwała przewody powietrzne wysokiego ciśnienia, wybrzuszyła drzwi wodoszczelne i powybrzuszała stalowe płyty pokładu wzdłuż całej długości okrętu. Wiele elementów wyposażenia zostało porozbijane o pokład. Detonacja rzuciła wielu niespodziewających się tego marynarzy z tylnej części okrętu aż po centralę, na ściany i pokład, powodując liczne rany skóry i łamiąc kości. Z pomostu na kiosku O’Kane zażądał raportu o stanie napędu oraz raportu z radaru o dwóch japońskich niszczycielach, które powinny jego zdaniem znajdować się w pobliżu, a których obserwatorzy na pewno słyszeli i widzieli eksplozję. Operator radaru, który za pomocą okrętowego sonaru aż do eksplozji słuchał pracy silnika feralnej torpedy, odebrał wezwanie dowódcy, usiłował przekazać informację, że do momentu eksplozji jeden niszczyciel znajdował się w odległości 3000, drugi zaś 4200 jardów. Z powodu uszkodzenia systemu komunikacyjnego okrętu, informacje te nie docierały jednak na pomost. Po uzyskaniu zgody na wejście na mostek w celu przekazania informacji, dotarł do dowódcy w momencie, gdy fala zmyła wszystkie osoby z pomostu tonącego okrętu do wody.

#### Ewakuacja
Z dziobem wystającym ponad wodę, rufa USS „Tang” spoczywała na dnie, na głębokości około 54 metrów. 14 ocalałych osób w centrali okrętu zdawało sobie sprawę, że konstruktorzy przewidzieli dwa włazy ewakuacyjne – jeden w rufowym, drugi w dziobowym przedziale torpedowym. W związku z zalaniem rufowego przedziału torpedowego, jedyną drogę ucieczki stanowił dziób okrętu. Naradzając się, doszli do wniosku, iż nie można skorzystać z pustych dziobowych wyrzutni torpedowych, gdyż dziób nachylonego pod kątem 43° okrętu wystawał nad wodę, a więc wkrótce stanie się celem japońskiego ataku. Wobec tej obawy, jedyną drogę wyjścia stanowił właz ewakuacyjny umieszczony w dziobowym przedziale torpedowym. Nachylenie okrętu utrudniało jednak wspinaczkę, zwłaszcza marynarzom z połamanymi kończynami. Dodatkowo, ewakuację utrudniały ciężkie stalowe drzwi oddzielające przedziały okrętu, które nieszczęśliwie zamykały się od dziobu w dół w kierunku rufy. Ranni członkowie załogi wspinający się w górę, musieliby więc dodatkowo pokonać siłę grawitacji, aby otworzyć każde z nich w górę. W praktyce było to możliwe jedynie przy użyciu podnośnika hydraulicznego. W tej sytuacji jedynym ratunkiem dla ocalałych członków załogi było zatopienie dziobu okrętu, w celu wyrównania jego poziomu. Wymagało to opróżnienia z powietrza i zalania grupy 2 głównych zbiorników balastowych. Petty Officer 3rd Class Clay Decker był jedynym w centrali okrętu, który nie odniósł większych fizycznych obrażeń, zgodnie z instrukcją awaryjną otworzył ręcznie zawory. Dzięki temu dziób okrętu zanurzył się i okręt osiadł w całości na dnie Cieśniny Formozy. Powstał jednak problem konieczności zniszczenia ksiąg kodowych okrętu. Załoga nie mogła ich spalić, gdyż niezbędna jej była do przeżycia każda ilość powietrza. Postanowiono więc wrzucić je do wnętrza znajdujących się tuż pod przedziałem torpedowym akumulatorów elektrycznych, gdzie utonęły w kwasie siarkowym.

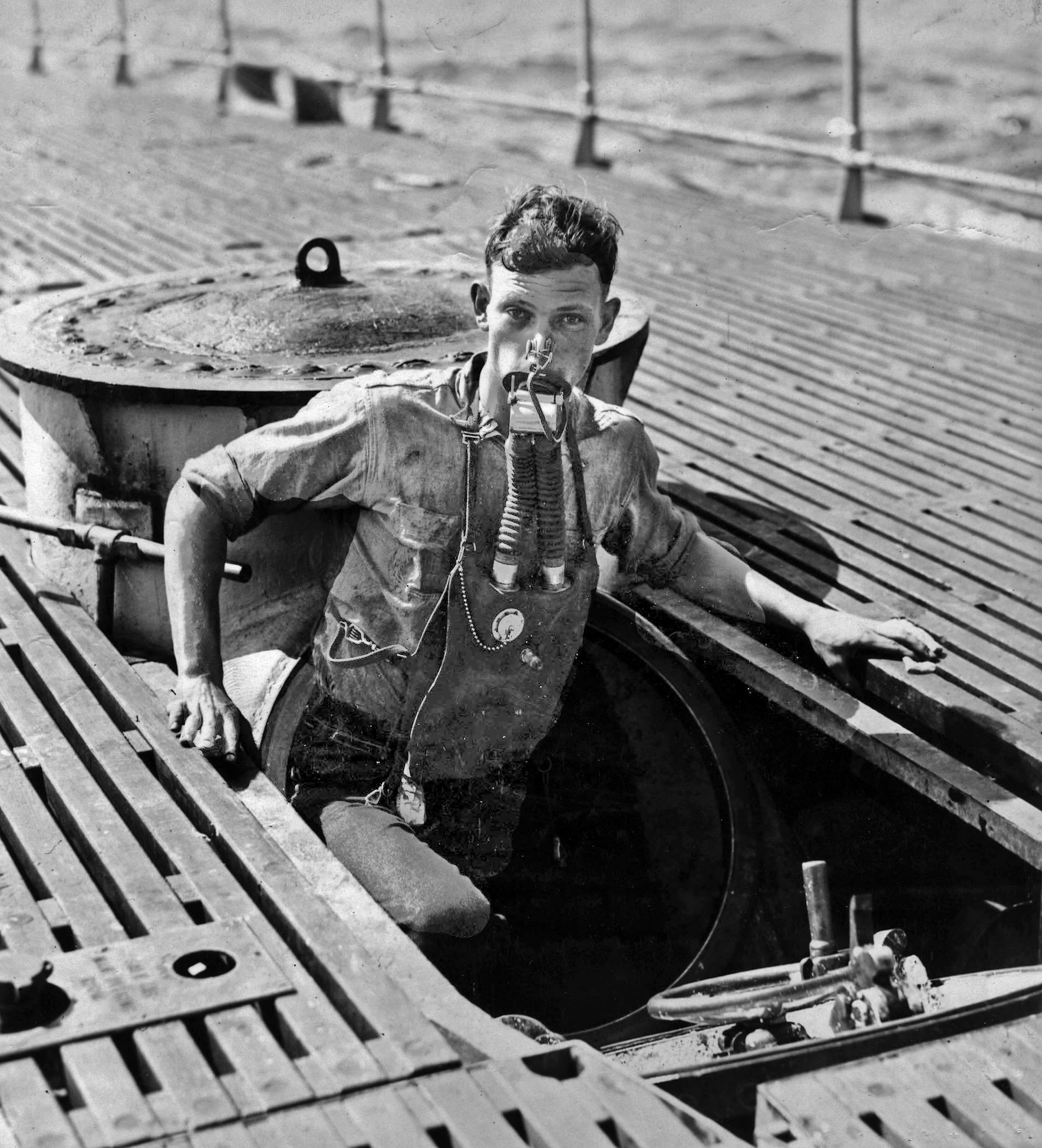
Marynarz w płucami Momsena w trakcie przedwojennych ćwiczeń na pokładzie USS „Narwhal” (SS-17). Urządzenie umożliwiało zalanie sekcji okrętu i ewakuację z zatopionej jednostki bez pomocy z zewnątrz, jeśli głębokość nie była większa niż 60 metrów

W chwili eksplozji ponad 20 osób znajdowało się w przednim przedziale maszynowym, sekcji socjalnej załogi oraz w mesie. Z obawy o życie ocalałych na rufie, nie zamknięto drzwi wodoszczelnych prowadzących do tylnego przedziału maszynowego, woda przedostawała się jednak z góry, z centrali i zalewanego włazu na mostku. Zmusiło to do zamknięcia prowadzących tam drzwi, odcięło jednak jedyną drogę ucieczki. Wkrótce jednak zgromadzeni w tej cześć okrętu ludzie stwierdzili, że centrala okrętu nie jest całkowicie zalana, wobec tego ponowne otwarcie tych drzwi stanowiło niezbędne do podjęcia ryzyko. W międzyczasie kolbami karabinów, członkowie załogi niszczyli tajne wyposażenie okrętu – konsole radaru i urządzenia łączności. Ostatni z ocalałych dotarł do przedniego przedziału torpedowego o 3:30 rano, około godziny po zatonięciu okrętu. Komora ratunkowa znajdowała się jednak tuż za zamkniętymi drzwiami. W przedziale, w którym się znajdowali, wzrastające na skutek napływu wody ciśnienie powietrza pomogło im jednak otworzyć wysiłkiem wszystkich zgromadzonych drzwi. Dzięki temu w przednim przedziale torpedowym znajdowało się około 45 ludzi z tych, którzy przeżyli eksplozję. Atmosfera wśród tych osób była generalnie dobra. Z ostatniego odczytu radaru wiedzieli, że znajdują się zaledwie kilka mil morskich od brzegu, z ostatnich odczytów kąta nachylenia okrętu wyliczyli też głębokość dna morskiego w tym miejscu. Wierzyli więc, że dzięki komorze ratunkowej i posiadanym na okręcie umożliwiającym oddychanie ratunkowym płucom Momsena zdołają wydostać się na powierzchnię, a następnie dotrzeć do pobliskiego brzegu.
Przygotowania do opuszczenia okrętu zostały jednak zatrzymane przez bombardowanie amerykańskiego okrętu bombami głębinowymi przez jednostki japońskie. Około 10 zrzuconych bomb nie doprowadziło wprawdzie do większych zniszczeń zatopionej jednostki, wstrzymało jednak ewakuację na kilka godzin. W międzyczasie, prawdopodobnie na skutek zwarcia elektrycznego, w przednim przedziale akumulatorów pojawił się ogień oraz w konsekwencji stosunkowo intensywny dym. Po ostatecznym opuszczeniu miejsca zatonięcia jednostki przez okręty japońskie, postanowiono podjąć próbę wynurzenia jednostki, przez wydmuchanie wody ze wszystkich ocalałych zbiorników balastowych i zalanych przedziałów. Grupa sześciu ludzi próbowała w tym celu dostać się do centrali okrętu, po otworzeniu jednak drzwi do przedniego przedziału akumulatorów, okazało się, że następne pomieszczenie jest całkowicie opanowane przez czarny drażniący dym z płonących akumulatorów. Drzwi zostały wprawdzie natychmiast z powrotem zamknięte, sekundowe ich otwarcie spowodowało jednak, że do przedziału torpedowego dostała się znaczna ilość dymu, wystarczająca, aby całkowicie ograniczyć widzialność w przedziale. Jednocześnie ogień pojawił się także w przedziale torpedowym, w którym stłoczeni byli ludzie. Jedynym ich ratunkiem pozostały już płuca Momsena i natychmiastowe wyjście na powierzchnię. Około 3,5 godziny po zatonięciu załoga zdecydowała, że pierwszą grupę, która podejmie próbę opuszczenia okrętu, powinien prowadzić oficer. Ta trzyosobowa grupa – uzbrojona w pistolety i bagnety – weszła do komory ratunkowej, po czym powinna była ją zalać woda morską i sprężonym powietrzem, następnie otworzyć boczne drzwi, aby uwolnić boję umocowaną do liny wspinaczkowej. Ostatni opuszczający komorę, powinien zastukać w luk, aby dać pozostałym na dole, że poprzednicy opuścili komorę. To umożliwiłoby kolejnym osobom zamknięcie bocznych drzwi, opróżnienie komory z wody i wejście do niej kolejnych osób. W zamieszaniu jednak w komorze, boczne drzwi zostały otwarte, jednak do boi nie została przymocowana lina, dzięki której ewakuujący się mogliby się wspiąć na powierzchnię. Kierujący tą grupą oficer opuścił komorę, zanim lina i boja zostały przymocowane, nigdy więcej nie był już widziany. Pozostali w komorze zdołali wprawdzie umocować w końcu linę, jednak na skutek upływu już 40 minut, nie doczekawszy się sygnału od pierwszej grupy, kolejni oczekujący na ewakuację zamknęli boczne drzwi komory, opróżnili ją z wody i otworzyli luk. W otwartej komorze wciąż znajdowali się członkowie pierwszej grupy – w bardzo złej już kondycji na skutek działania zgromadzonych w komorze gazów. Także wewnątrz przedziału torpedowego – wzrastające ciśnienie, dym i temperatura przyprawiały ludzi o utratę świadomości sytuacji. Z kolejnych grup poszczególnym osobom udało się wydostać na powierzchnię, jednak komorę ratunkową opuściło 13 ludzi, z których 8 udało się dostać na powierzchnię. Z tej grupy jednak jedynie 5 osobom udało się przeżyć. Nie są znane losy pozostałych 30 osób zgromadzonych w przednim przedziale torpedowym. Według ocalałych rozbitków, nagromadzenie dymu w przedziale było już tak duże, gdy opuszczali okręt, że praktycznie uniemożliwiało to oddychanie bez aparatu ratunkowego. Pojawiła się również panika.
Tymczasem, gdy czwarta grupa wchodziła do komory ratunkowej, natężenie ognia w przedziale akumulatorów było już tak duże, że temperatura wywołała topienie i spływanie farby na ścianach w przedziale torpedowym. Powodowało to dodatkowe wypełnienie tego przedziału toksycznymi gazami, co według ocalałych spowodowało prawdopodobnie utratę świadomości przez pozostałe osoby i niepodjęcie próby ratunku, a następnie śmierć w ciągu kilku godzin. Ogółem jedynie dziewięć osób ocalało z USS „Tang” i zostało podjętych z wody przez japoński okręt – pięciu z komory ratunkowej oraz cztery osoby z kiosku, łącznie z dowódcą. Przez cały czas pozostawania na powierzchni widzieli unoszący się na wodzie wrak ich ostatniej ofiary.

### Uznany za stracony
Zgodnie z rozkazami, „Tang” miał opuścić rejon patrolu 8 listopada i zameldować się Midway 10 dni później. Tymczasem wyznaczona data upłynęła, a o okręcie nie było żadnych wiadomości. Dowódcy przebywających w tym samym rejonie USS „Silversides” (SS-236), „Trigger” (SS-237) i „Salmon” (SS-182) nie słyszeli nic z rejonu przebywania okrętu O’Kane. Bezowocne pozostały także próby radiowego kontaktu z USS „Tang”. W tej sytuacji admirał Charles Lockwood czekał tak długo, jak tylko mógł, zanim wysłał czterostronicowy raport do Dowódcy Floty Pacyfiku admirała Chestera Nimitza, w którym stwierdził: „Z największym żalem Dowódca Sił Podwodnych Floty Pacyfiku zawiadamia że USS „Tang” nie powrócił z patrolu i musi być uznany za stracony”. Lockwood nadmienił, że „Tang” został wysłany na patrol w ten konkretny rejon na osobistą prośbę dowódcy okrętu, który w pełni zdawał sobie sprawę z grożących tam niebezpieczeństw. Było jednak w naturze kmdr. O’Kane prosić o najtrudniejsze zadania i dążyć do perfekcji w ich wykonaniu.
Jeszcze tego samego dnia do rodzin oficerów i innych członków załogi zostały wysłane telegramy Western Union – wiadomości, których rodziny miały nadzieję nigdy nie otrzymać. Jeden z nich brzmiał:

Z największym żalem Departament Marynarki zawiadamia, że Pani mąż William Rudolf Leibold, bosman mat USN, zaginął w wyniku akcji w służbie ojczyzny.

## Niewola
Japoński patrolowiec P-34 podniósł z wody 9 rozbitków z „Tanga”, marynarze cesarskiej jednostki wyrzucili jednak za burtę osłabionego walką o wydostanie się z okrętu podwodnego i 8-godzinnym przebywaniem w wodzie okrętowego farmaceutę mata Larsona. Nie znający języka angielskiego Japończycy, z nieopatrznego żartu jednego z rozbitków dowiedzieli się o osobie dowódcy, wyłowiwszy angielskie słowo captain. Wszystkich poddano biciu, przypalaniu papierosami, podawaniu spragnionym rozbitkom po wielogodzinnym przebywaniu w oceanie słonej wody morskiej do picia i innym rodzajom znęcania się. Szczególnie nasilonemu fizycznemu znęcaniu się został poddany dowódca okrętu Richard O’Kane, od którego japońscy żołnierze chcieli uzyskać informacje o rozmieszczeniu innych amerykańskich okrętów w rejonie. Wśród znęcających się byli także, często poparzeni i obandażowani, marynarze japońskich jednostek zatopionych przez USS „Tang” poprzedniego dnia i nocy. Rozbitkowie zrozumieli, że wojna skończyła się dla nich, a jedynym ich celem teraz jest przeżycie. O’Kane nakazał im mówić, cokolwiek Japończycy będą chcieli wiedzieć, nie kłamać i nie dać się złapać na kłamstwie.
Kilka dni później P-34 dotarł do Takao na Formozie, skąd więźniowie zostali przetransportowani do obozu jenieckiego Ōfuna, a następnie do więzienia w Ōmori pod Tokio. W drodze do Japonii rozbitkowie zostali jednak rozdzieleni – 3 oficerów spędziło ją na pokładzie niszczyciela, pozostali zaś popłynęli na pokładzie krążownika. Wszyscy jednak byli już o wiele lepiej traktowani, gdyż jak wyjaśnił zapytany o to przez O’Kane dowódca japońskiego niszczyciela – eskortowiec P-34 nie należał do cesarskiej marynarki wojennej. Już jednak w Ōfunie ich sytuacja ponownie zmieniła się – więźniowie zostali poinformowani, że Ōfuna nie jest obozem jenieckim, funkcjonuje jako nieznany aliantom i organizacjom humanitarnym tajny obóz śledczy, oni sami zaś nie są tu jeńcami wojennymi i nie przysługują im prawa jeńców wojennych. Więźniowie byli głodzeni, wielokrotnie bici i poddani nieludzkiemu traktowaniu, w końcu zostali przeniesieni do więzienia w Ōmori, gdzie doczekali wyzwolenia po kapitulacji Japonii i w stanie skrajnego wycieńczenia fizycznego przetransportowani do Stanów Zjednoczonych.

## Podsumowanie
W dniu zaginięcia USS „Tang” zaginęły także dwa inne okręty podwodne USS „Shark” (SS-314) i „Darter” (SS-227). Utrata słynnego „Tanga” zszokowała jednak marynarkę. W informującym o tym artykule „The New York Times” podkreślono ryzyko, jakiemu stawiają czoła załogi okrętów podwodnych, wobec tajemnicy otaczającej ich działania – walczą z dala od poprawiającego morale wsparcia własnego społeczeństwa. Nie otrzymując wsparcia od innych własnych okrętów i lotnictwa, walczą samotnie, bardzo często w rejonach, w których przeciwnik całkowicie panuje.
W trakcie swej służby USS „Tang” (SS-306) miał tylko jednego dowódcę i cała jego działalność operacyjna zamknęła się w okresie jednego roku – 1944. W tym krótkim czasie „Tang” i O’Kane wspięli się na szczyt listy zasłużonych amerykańskiej floty podwodnej, osiągając też najwyższą liczbę zatopień kiedykolwiek uznanych pojedynczemu okrętowi. Po zakończeniu wojny i powrocie z niewoli, O’Kane złożył raport z ostatniego patrolu, po którym adm. Lockwood uznał mu zatopienie 13 statków o pojemności 107 324 ton: 5 tankowców, 4 transportowców, 3 frachtowców i niszczyciela. Zgodnie z tymi liczbami był to najlepszy patrol wojny. Raport ten przyczynił się do otrzymania przez O’Kane Medalu Honoru. Badania dokumentów japońskich ograniczyły te liczby do w sumie 7 statków o pojemności 21 772 ton.
Joint Army–Navy Assessment Committee (JANAC) niepodważalnie potwierdził i udokumentował zatopienie przez okręt 24 statków, nie jest jednak generalnie podważane, że faktyczna wielkość zadanych Japonii przez USS „Tang” strat była wyższa i oscylowała wokół 30 jednostek. Wojenne zestawienie strat japońskich (SORG) wskazywało na zatopienie przez USS „Tang” 31 jednostek o pojemności 227 800 ton i uszkodzenie jednej o pojemności 4100 ton.
| Zestawienie zatopień potwierdzonych przez JANAC                            | Zestawienie zatopień potwierdzonych przez JANAC | Zestawienie zatopień potwierdzonych przez JANAC | Zestawienie zatopień potwierdzonych przez JANAC |
| Data                                                                       | Nazwa jednostki                                 | Klasa                                           | Tonaż                                           |
| -------------------------------------------------------------------------- | ----------------------------------------------- | ----------------------------------------------- | ----------------------------------------------- |
| Pierwszy patrol: Pearl Harbor – Midway (22 stycznia 1944 – 3 marca 1944)   |                                                 |                                                 |                                                 |
| 17 lutego 1944                                                             | Gyoten Maru                                     | transportowy                                    | 6 854                                           |
| 22 lutego 1944                                                             | Fukuyama Maru                                   | pas.-transp.                                    | 3 581                                           |
| 23 lutego 1944                                                             | Yamashimo Maru                                  | transportowy                                    | 6 776                                           |
| 24 lutego 1944                                                             | Echizen Maru                                    | transportowy                                    | 2 424                                           |
| 25 lutego 1944                                                             | Choko Maru                                      | transportowy                                    | 1 794                                           |
| Drugi patrol: Midway – Pearl Harbor (16 marca 1944 – 15 maja 1944)         |                                                 |                                                 |                                                 |
| Trzeci patrol: Pearl Harbor – Midway (8 czerwca – 14 lipca 1944)           |                                                 |                                                 |                                                 |
| 24 czerwca 1944                                                            | Tamahoko Maru                                   | pas.-transp.                                    | 6 780                                           |
| 24 czerwca 1944                                                            | Tainan Maru                                     | transportowy                                    | 3 175                                           |
| 24 czerwca 1944                                                            | Nasusan Maru                                    | pas.-transp.                                    | 4399                                            |
| 24 czerwca 1944                                                            | Kennichi Maru                                   | transportowy                                    | 1 938                                           |
| 30 czerwca 1944                                                            | Nikkin Maru                                     | transportowy                                    | 5 705                                           |
| 1 lipca 1944                                                               | Taiun Maru Nr 2                                 | transportowy                                    | 998                                             |
| 1 lipca 1944                                                               | Takatori Maru Nr 1                              | tankowiec                                       | 878                                             |
| 4 lipca 1944                                                               | Asukazan Maru                                   | transportowy                                    | 7 886                                           |
| 4 lipca 1944                                                               | Yamaoka Maru                                    | transportowy                                    | 6 932                                           |
| 6 lipca 1944                                                               | Dori Maru                                       | transportowy                                    | 1 469                                           |
| Czwarty patrol: Midway – Pearl Harbor (31 lipca 1944 – 3 września 1944)    |                                                 |                                                 |                                                 |
| 11 sierpnia 1944                                                           | Roko Maru                                       | transportowy                                    | 3 328                                           |
| 23 sierpnia 1944                                                           | Tsukukshi Maru                                  | transportowy                                    | 8 135                                           |
| Piąty patrol: Pearl Harbor – Midway (24 września – † 25 października 1944) |                                                 |                                                 |                                                 |
| 10 października 1944                                                       | Joshu Go                                        | transportowy                                    | 1 658                                           |
| 11 października 1944                                                       | Oita Maru                                       | transportowy                                    | 711                                             |
| 23 października 1944                                                       | Toun Maru                                       | transportowy                                    | 1 915                                           |
| 23 października 1944                                                       | Wakatake Maru                                   | transportowy                                    | 1 920                                           |
| 23 października 1944                                                       | Tatsuju Maru                                    | transportowy                                    | 1 944                                           |
| 25 października 1944                                                       | Kogen Maru                                      | transportowy                                    | 6 600                                           |
| 25 października 1944                                                       | Matsumoto Maru                                  | transportowy                                    | 7 024                                           |
|                                                                            | Ogółem: 24 jednostki                            | Ogółem: 24 jednostki                            | 93 824                                          |